# Cartierul istoric Kumayri
Cartierul istoric Kumayri (în armeană Կումայրի պատմական թաղամաս / պատմական թաղամաս), cunoscută și sub numele de Muzeul-Rezervație istorică și culturală Kumayri, este cea mai veche parte din Ghiumri, cu propria sa arhitectură unică. Are peste o mie de clădiri datând din secolele al XIX-lea și al XX-lea. Districtul este unul dintre puținele locuri din Armenia și din lume cu arhitectură urbană armeană autentică. Aproape toate construcțiile cartierului Kumayri au supraviețuit celor două cutremure majore din 1926 și, respectiv, 1988. Cartierul istoric Kumayri ocupă partea centrală și vestică a Gyumri-ului modern.

## Istorie

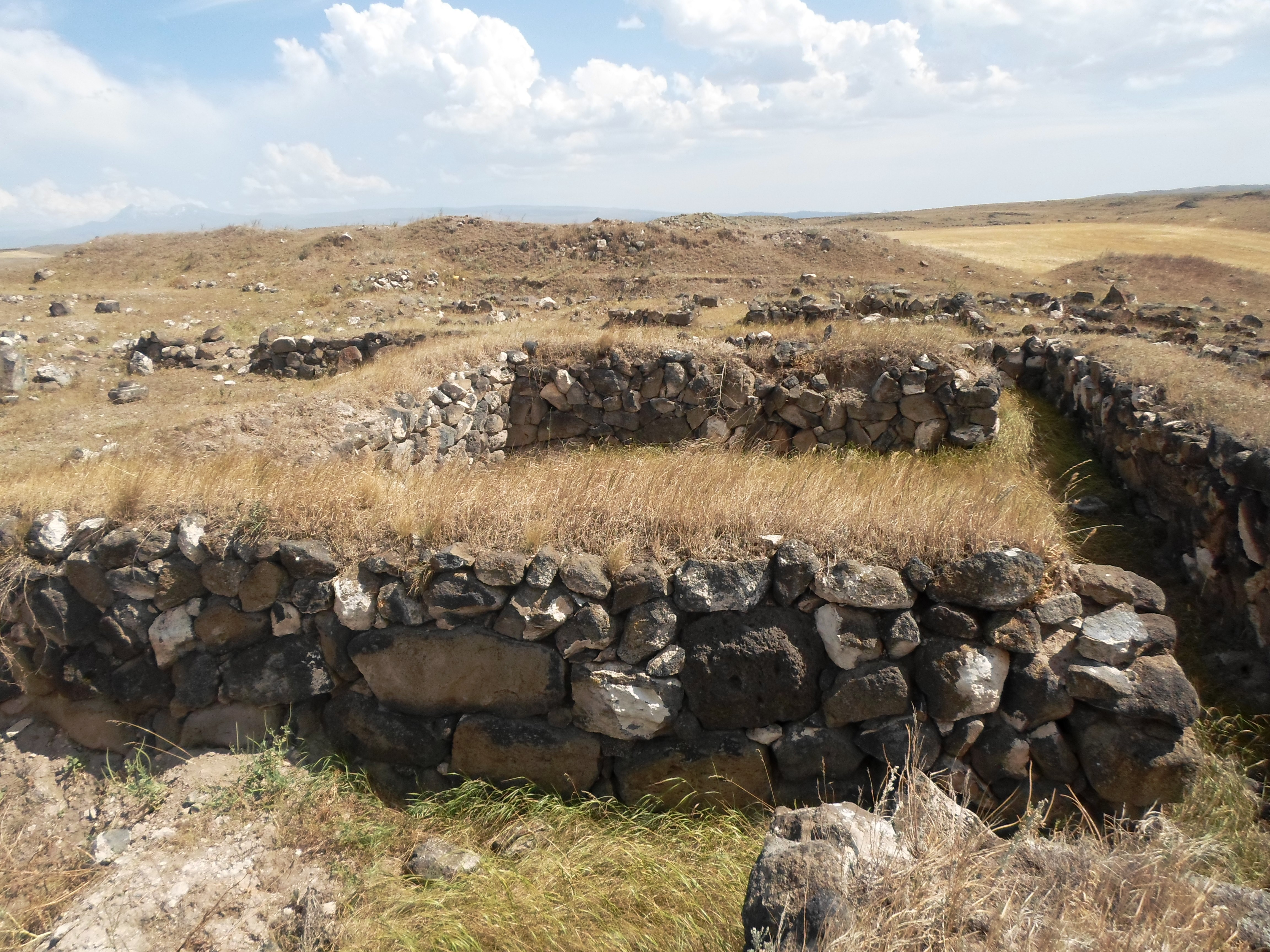
Așezarea Orontid de la Kumayri, secolele V-II î.Hr

Zona a fost menționată pentru prima dată sub numele Kumayri în inscripțiile istorice urartiene datând din secolul al VIII-lea î.Hr. Istoricii cred că Xenofon a trecut prin Kumayri în timpul întoarcerii sale la Marea Neagră, călătorie imortalizată în Anabasisul⁠(d) său.
Kumayri a fost din nou menționat în 773 în relatările despre revolta împotriva dominației arabe condusă de Artavazd Mamikonyan, care a dus la o renaștere a statului armean. Mai târziu, în timpul și după domnia lui Bagratids, Kumayri s-a dezvoltat într-un oraș modern bine construit, care a fost un centru de comerț pentru regiune.

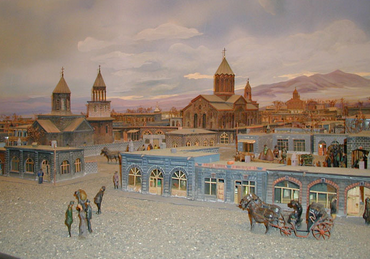
Diorama vechiului Kumayri cu Biserica Sfântului Mântuitor (1859–1873)

În 1804, forțele ruse controlau regiunea Shirak la începutul Războiului Ruso-Persan din 1804–1813. Kumayri a devenit oficial parte a Imperiului Rus la Tratatul de la Gulistan.
În perioada stăpânirii ruse, Kumayri a devenit unul dintre orașele în curs de dezvoltare din Transcaucaz. În 1829, după Războiul Ruso-Turc, a existat un aflux mare de populație armeană, deoarece aproximativ 3.000 de familii care au migrat din teritoriile Imperiului Otoman - în special din orașele Kars, Erzurum și Doğubayazıt - s-au stabilit în oraș și în jurul său.
O importantă fortăreață rusă a fost construită pe acest loc în 1837. Ghiumri a fost în cele din urmă format ca un oraș în 1840 pentru a deveni centrul nou-înființatului uezd Alexandropol, înregistrând o creștere rapidă în primul său deceniu de existență. În 1849, Alexandropol a devenit parte a guvernoratului Erivan. Orașul a fost un avanpost important pentru forțele armate imperiale ruse din Transcaucaz unde au fost înființate cazărmi militare (de exemplu, la Poligons, Severski, Kazachi Post). Rușii au construit fortăreața Sev Berd la marginea de vest a orașului în anii 1830 ca răspuns la Războiul Ruso-Turc din 1828–1829 .
Alexandropol a fost rapid transformat pentru a deveni unul dintre centrele majore ale trupelor ruse în timpul Războiului Ruso-Turc din 1877–1878. După înființarea gării în 1899, Alexandropol a cunoscut o creștere semnificativă și a devenit cel mai mare oraș din Armenia de Est. Până la sfârșitul secolului al XIX-lea, Alexandropol găzduia 430 de magazine, precum și câteva ateliere și instituții culturale.
Majoritatea clădirilor istorice din Kumayri datează din secolele al XIX-lea și al XX-lea. Monumente precum casele unor personalități culturale armene importante și ale familiilor bogate din perioada pre-sovietică și mai multe biserici, inclusiv o capelă rusească, încă mai sunt în picioare.

## Monumente

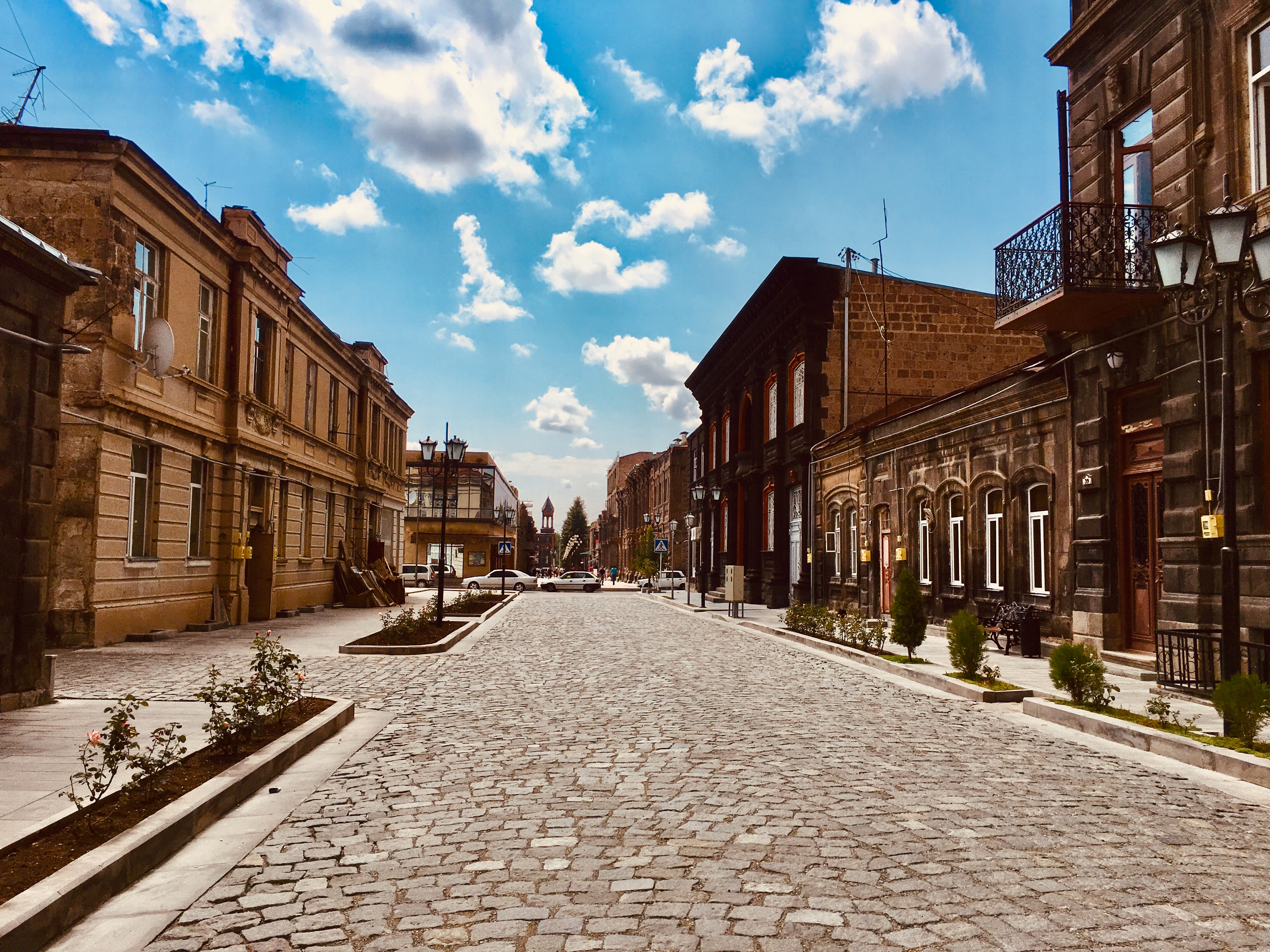
Strada Abovyan din Kumayri

Cartierul istoric conține aproximativ 1.600 de monumente de importanță culturală care ocupă străzile Gorki, Abovyan, Rustaveli și Vardapets.

### Muzeul Național de Arhitectură Dzitoghtsyan
Celebra casă a familiei Dzitoghtsyan a fost construită în 1872 de către patru frați care au migrat din satul armean de vest Dzitogh, în orașul Alexandropol. Este construit din celebra piatră de tuf roșu din Shirak.
Casa-muzeu expune o colecție ce prezintă caracteristicile vieții sociale a Alexandropolului, din secolul al XIX-lea până în anii 1920. Prezintă, de asemenea, aspectele culturale, arhitecturale și religioase ale orașului.

### Galeria surorilor Mariam și Eranuhi Aslamazyan

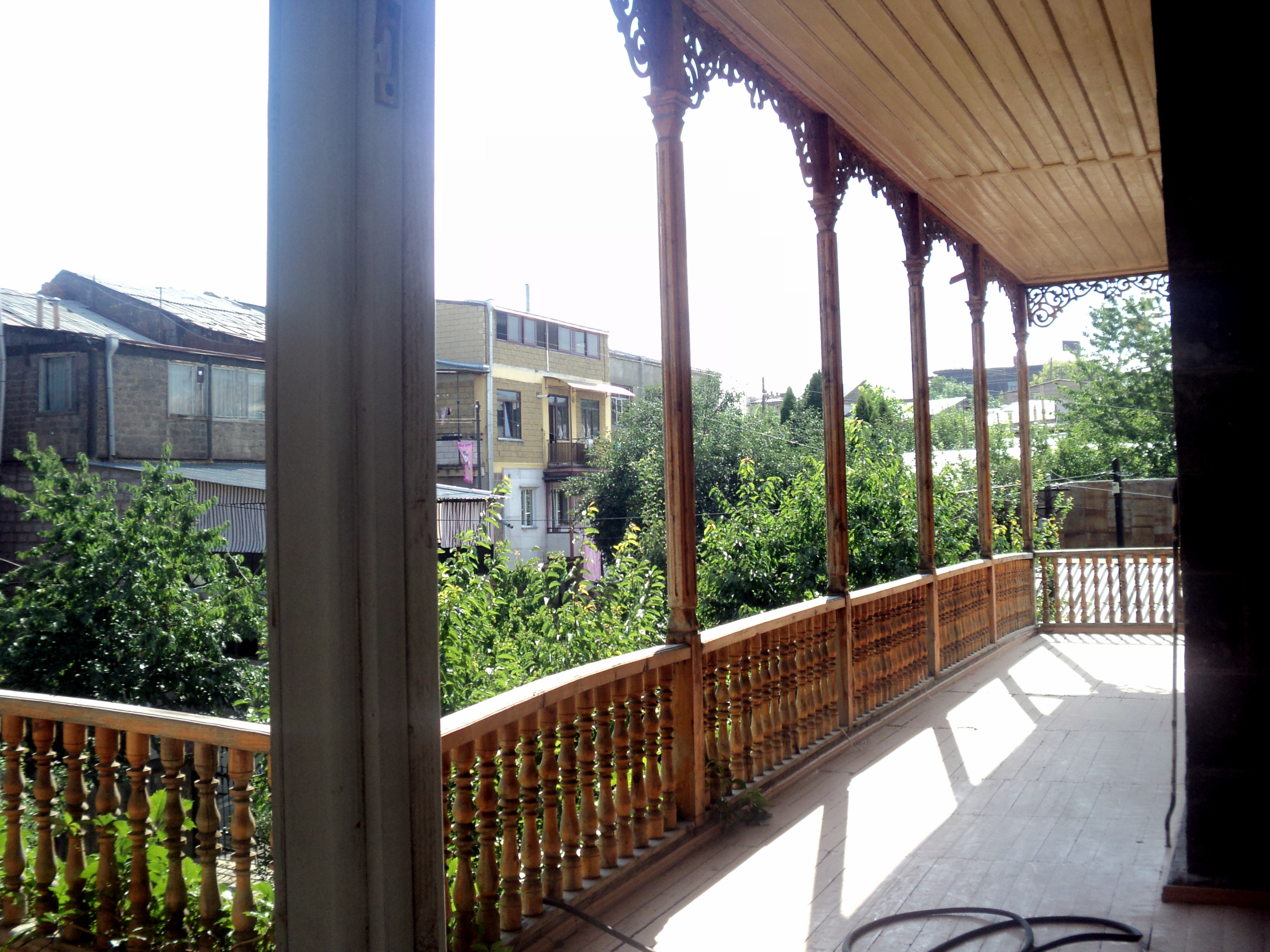
Balconul din secolul al XIX-lea al Galeriei.

Galeria este situată lângă piața centrală din Ghiumri. Clădirea a fost construită ca reședință privată în 1880 de către familia Qeshishyan, despre care se știa că sunt negustori bogați. După cutremurul devastator din 1988, clădirea galeriei a fost dată persoanelor fără adăpost și a fost redeschisă în 2004. Este singurul muzeu care poartă numele unor artiste de sex feminin și este dedicat artistelor de sex feminin din Armenia. Această clădire este protejată de guvern din 1980 ca sit de patrimoniu istoric și cultural.

### Biserica Sfântul Mântuitor, Ghiumri
Biserica apostolică armeană din centrul orașului Kumayri. A fost finalizată în 1872 și sfințită în 1873. Construcția a fost îndeplinită prin donațiile populației din Kumayri și ale familiei Drampyan.
Designul bisericii a fost derivat din arhitectura Catedralei din Ani. Cu toate acestea, Biserica Sfântul Mântuitor este mult mai mare decât Catedrala din Ani.

### Casa-Muzeu Hovhannes Shiraz

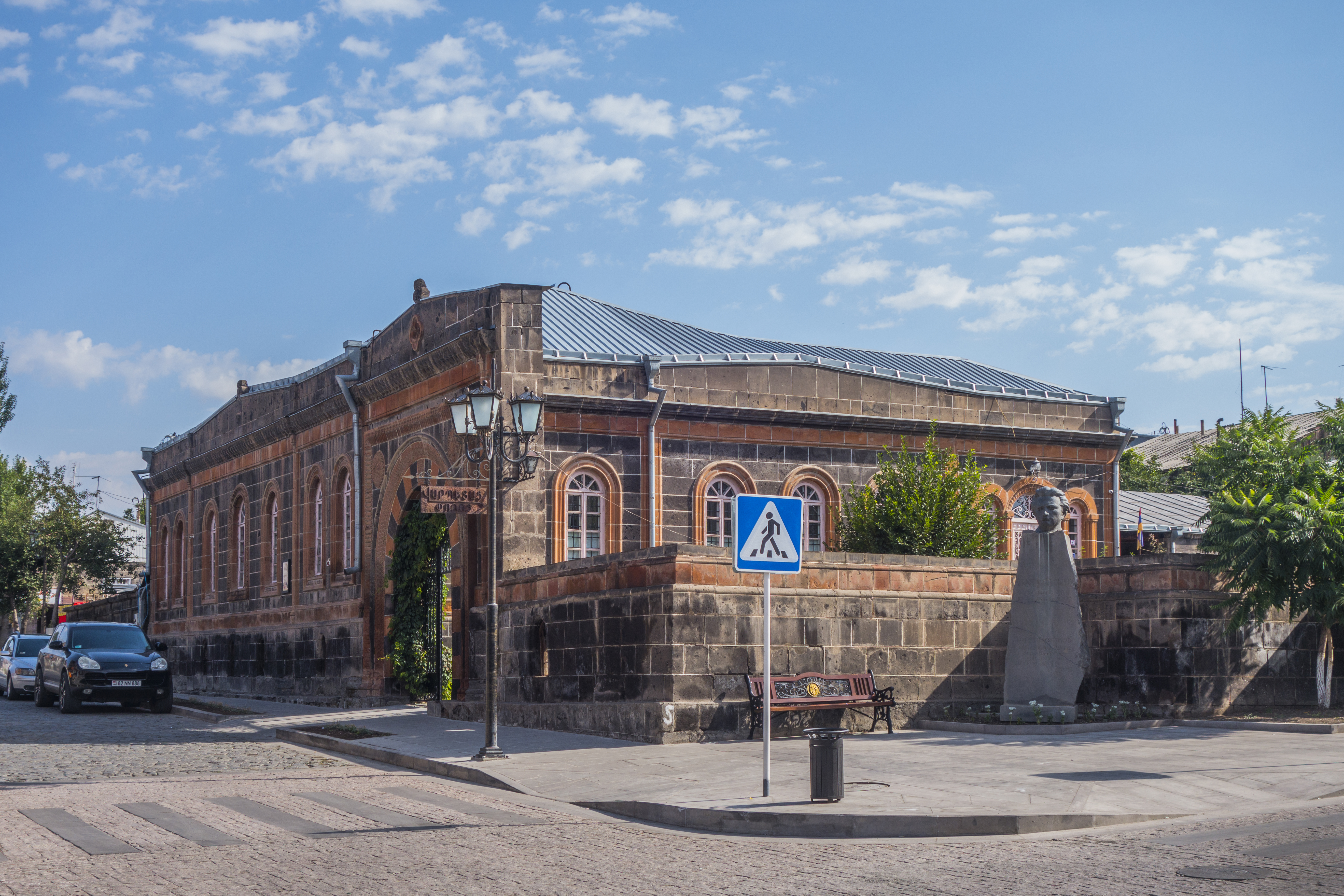
Casa-Muzeu Hovhannes Shiraz

Clădirea a fost construită în 1886, cu piatră de tuf roșu din provincia Shirak și a fost casa unui comerciant bogat pe nume Qeshishyan. În cea mai mare parte a perioadei sovietice, a fost folosit ca depozit. În iulie 1983, nevrând să aștepte până la moartea lui Shiraz pentru a-l onora, oficialii guvernamentali i-au oferit lui Shiraz o casă în care să locuiască. Cu toate acestea, poetul a locuit în această casă doar un an, deoarece a murit în martie 1984.
Pentru a-și păstra moștenirea, clădirea a devenit ulterior casă-muzeu prin hotărârea Guvernului Armeniei.

### Cetatea Neagră (Sev Berd)
Cetatea neagră care a fost construită pe vârful unui deal în urma controlului rusesc asupra regiunii. Fortificația completă a durat un deceniu după ce primele pietre au fost așezate în 1834. Cetatea este o structură rotundă la 360 de grade din piatră neagră, de la care își ia numele. După înfrângerea Rusiei în Războiul Crimeii, Sev Berd a fost modernizat și desemnat o fortăreață „de primă clasă”. Nu a suferit niciodată un asediu, dar a avut o importanță strategică în victoriile asupra turcilor în războaiele ulterioare care au durat până în 1878. Cetatea a fost retrogradată la statutul de „clasa a doua” în 1887, după ultimul război ruso-turc din 1877–1878, în urma căruia Rusia a câștigat bastioane în Kars și Batumi.

### Catedrala Sfintei Născătoare de Dumnezeu, Ghiumri
Construită în anul 1884, biserica Sfintei Născătoare de Dumnezeu aparține stilului cruciform al bisericilor armenești cu formă exterioară dreptunghiulară. Clopotnița este situată în partea de sus a intrării principale pe partea de vest a clădirii. Biserica este acoperită cu o cupolă mare în centru înconjurată cu 2 cupole mai mici. Spre deosebire de alte biserici armene, altarul acestei biserici este unic prin decorul său multi-iconic.

### Berăria Poloz Mukuch
Restaurant și berărie proeminentă din Ghiumri. A fost deschis în anii 1960 în Armenia Sovietică și situat în cartierul istoric Kumayri. Ocupă un vechi conac construit în anii 1860. Berăria poartă numele umoristului Mkrtich Melkonyan (1881-1931), originar din Ghiumri, mai cunoscut sub numele de Poloz Mukuch. În zilele noastre, berăria este unul dintre reperele proeminente ale orașului Ghiumri.

### Hotel Paris

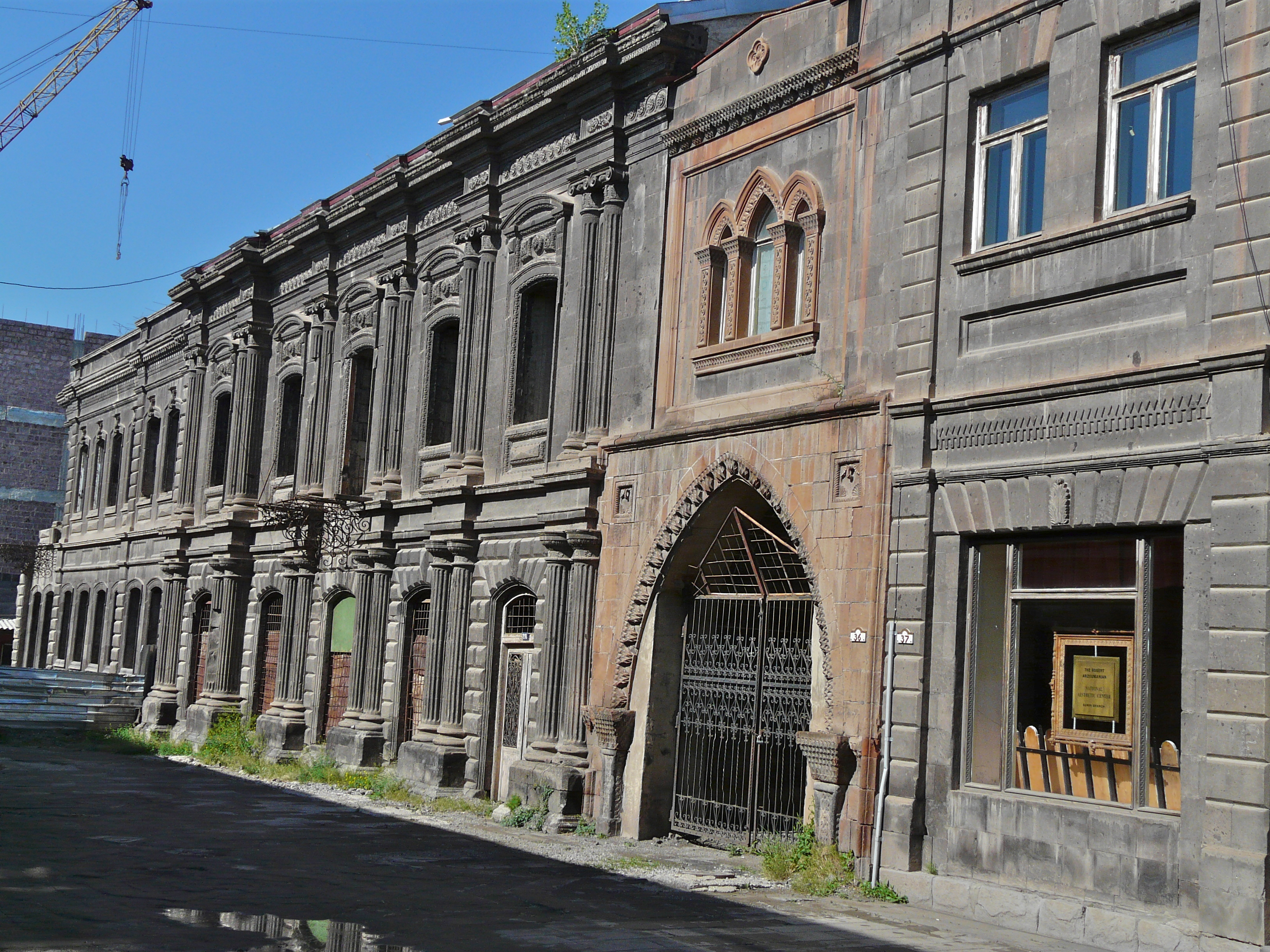
Hotelul Paris

Casa Raphaelyan, construită în anii 1880 de familia bogată cu acest nume ca bloc de apartamente închiriat. Mai târziu, clădirea a devenit Hotelul Paris, iar în perioada sovietică a servit drept maternitate. În prezent, clădirea este reconstruită de către proprietarii săi privați.

### Biserica Ortodoxă Rusă

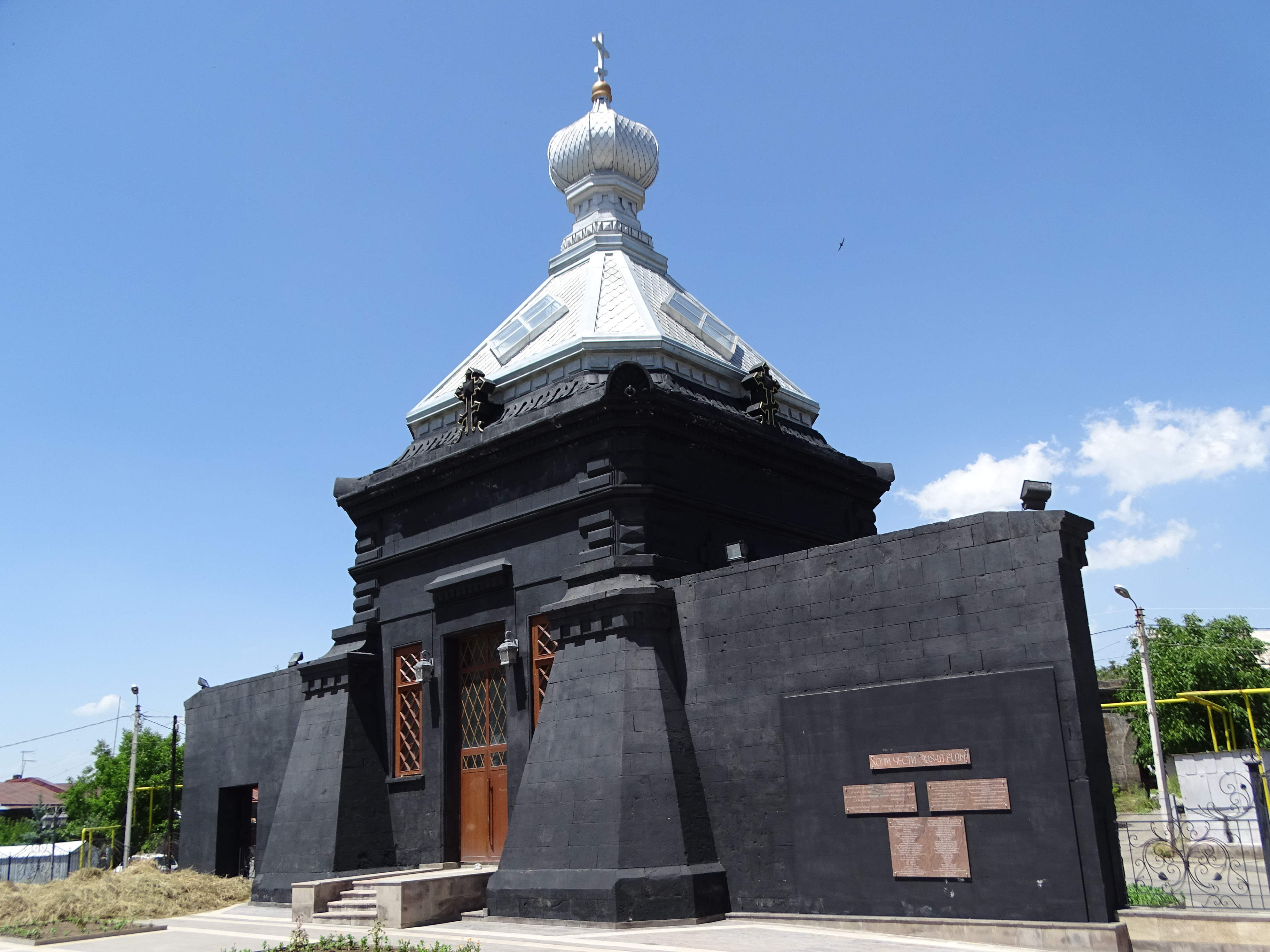
Biserica Rusă Ghiumri

Biserica a fost construită în partea de sud a orașului. În prima jumătate a secolului al XIX-lea dealul a fost folosit ca cimitir creștin, unde erau îngropați civili și soldați. În 1853, complexul a primit numele de „Dealul de Onoare”. Această biserică este un exemplu viu de mică biserică clasică rusă construită din piatră de tuf neagră armeană și poartă numele Sf. Mihail Arkhistratig.În timpul stăpânirii sovietice, biserica a servit drept depozit.

## Galerie

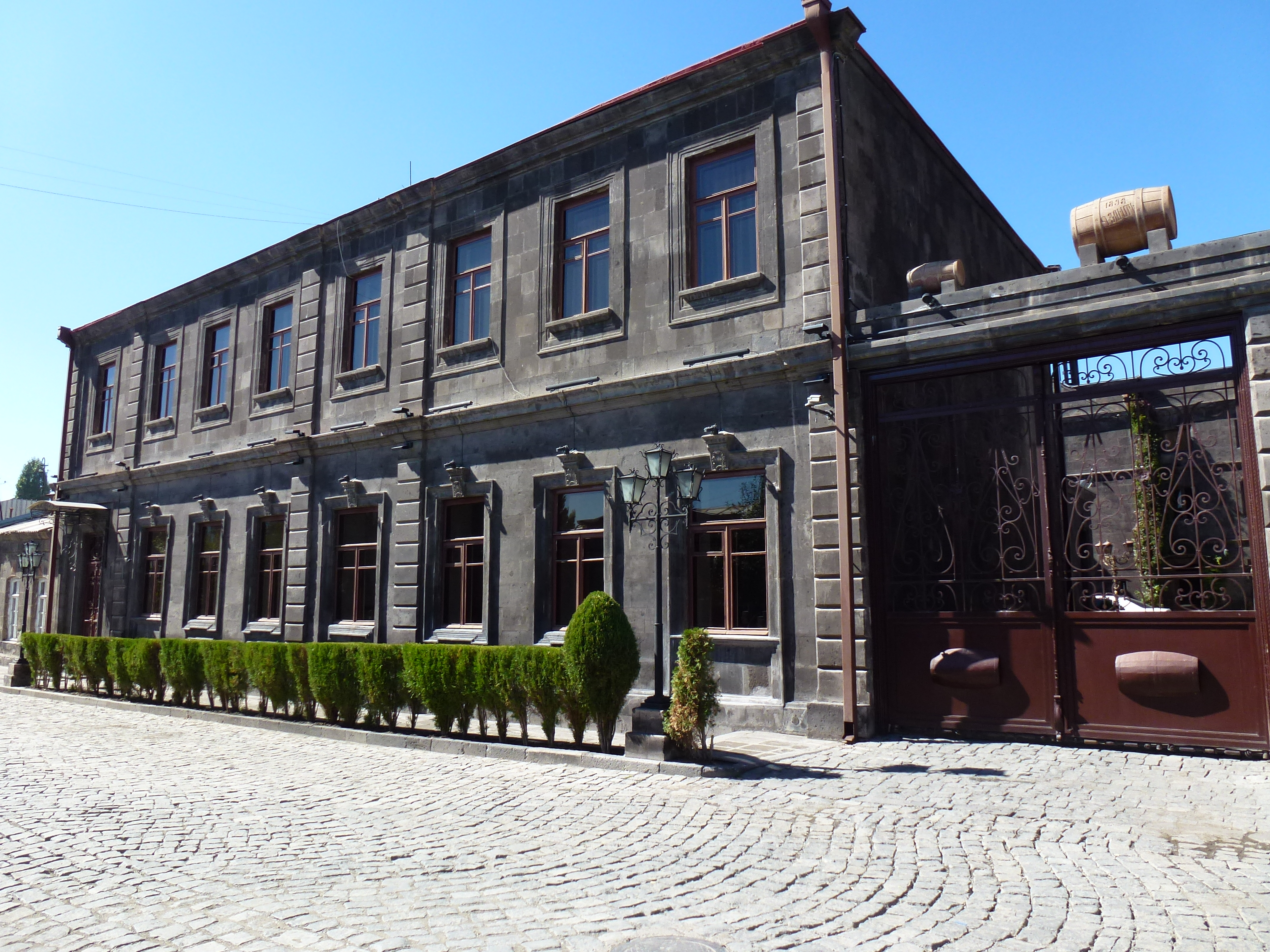
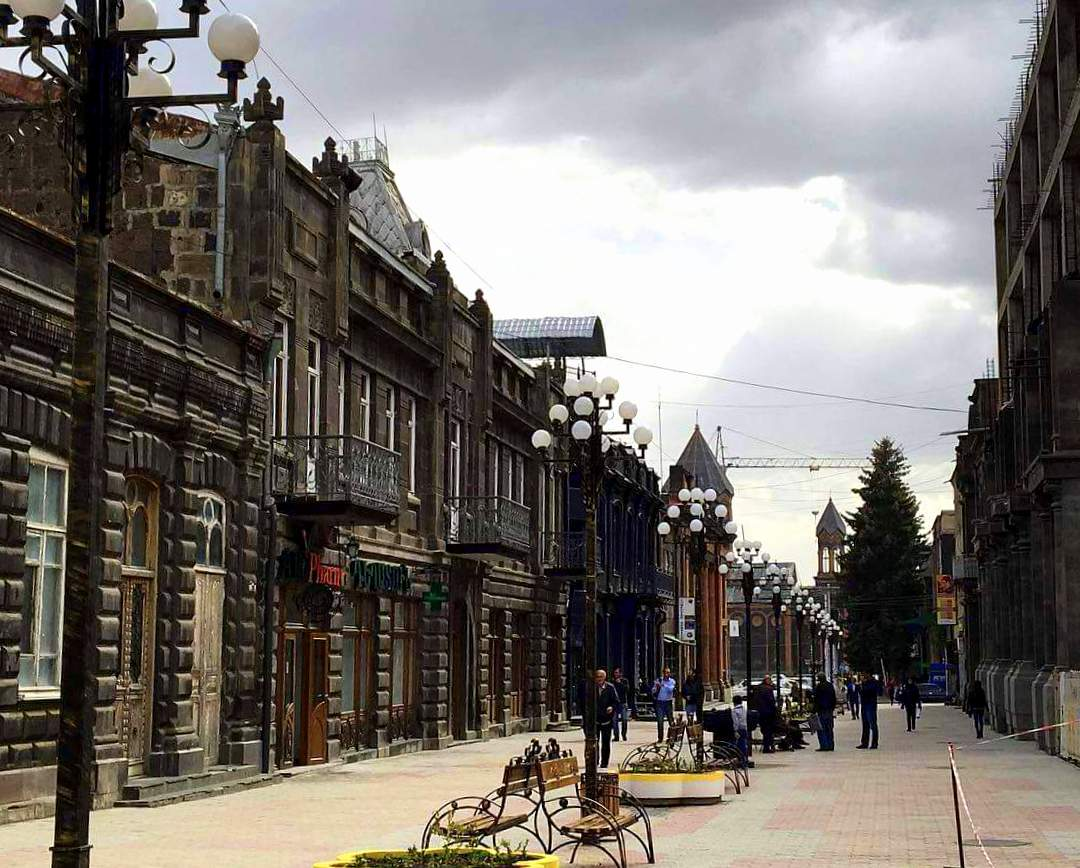
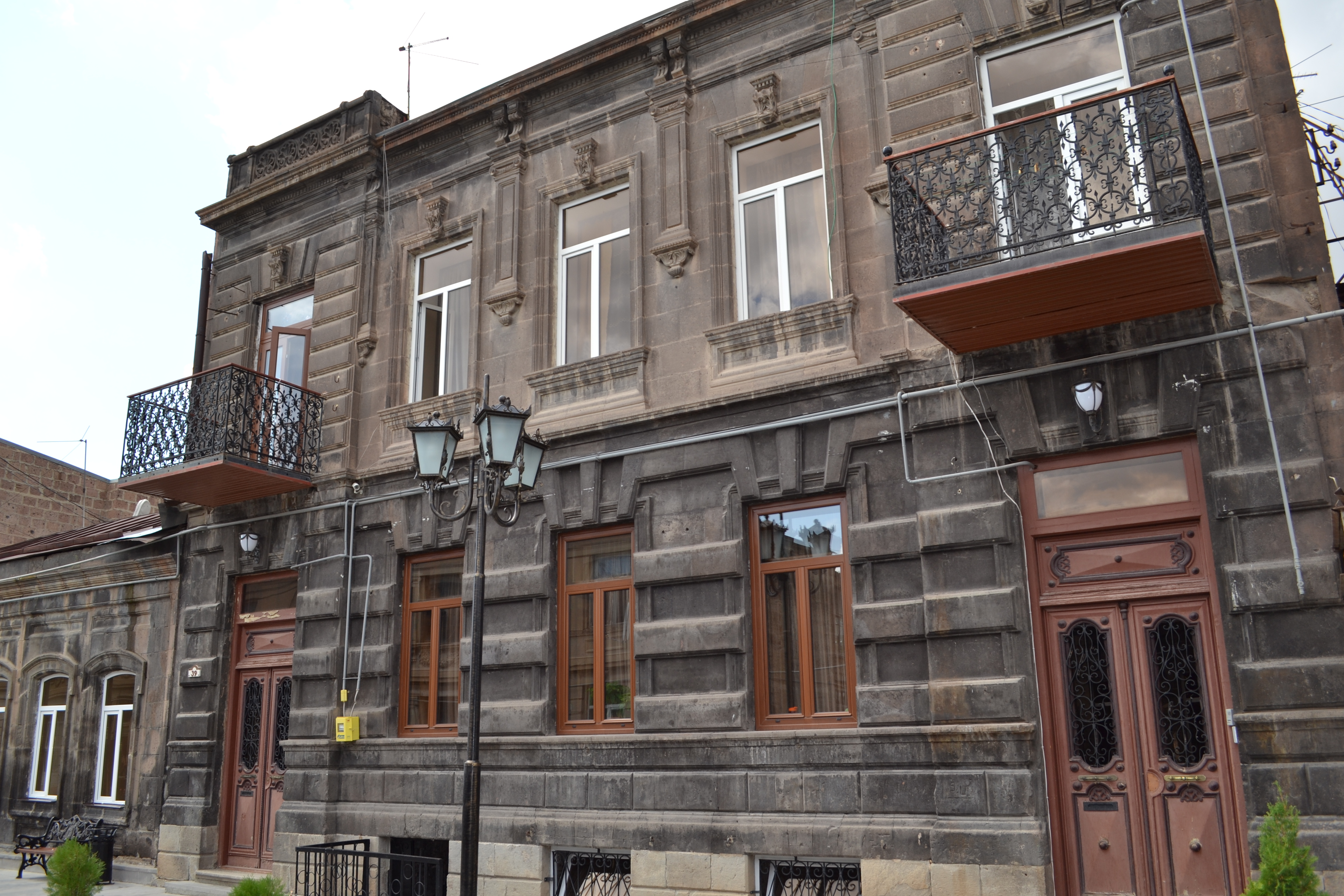
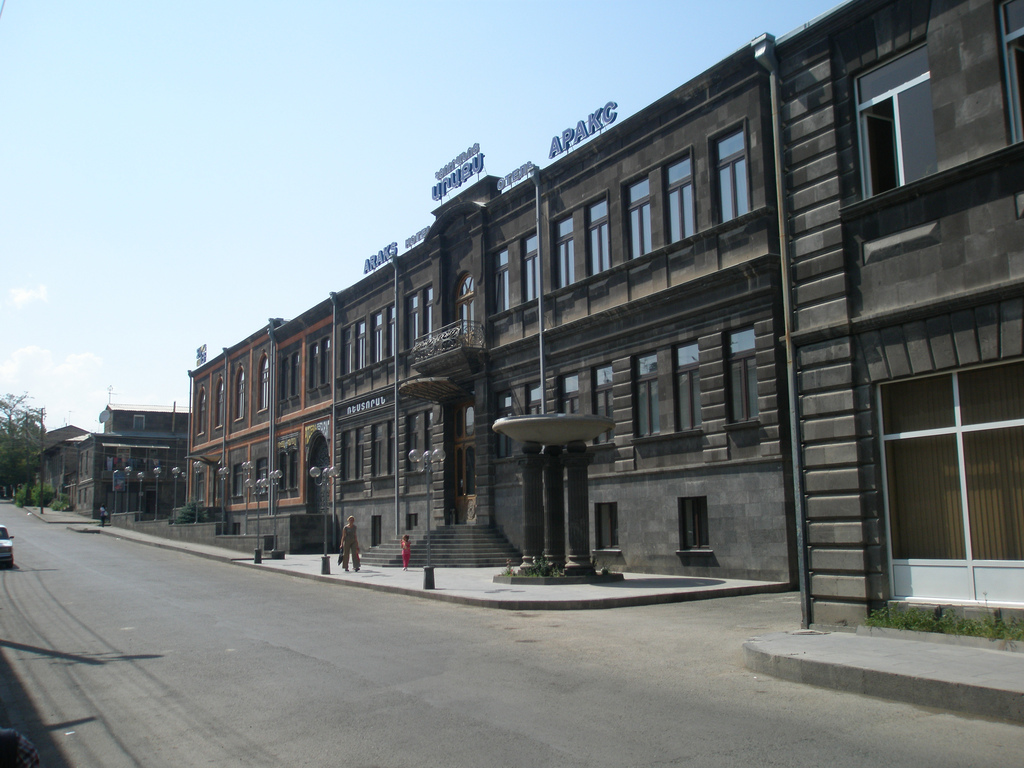
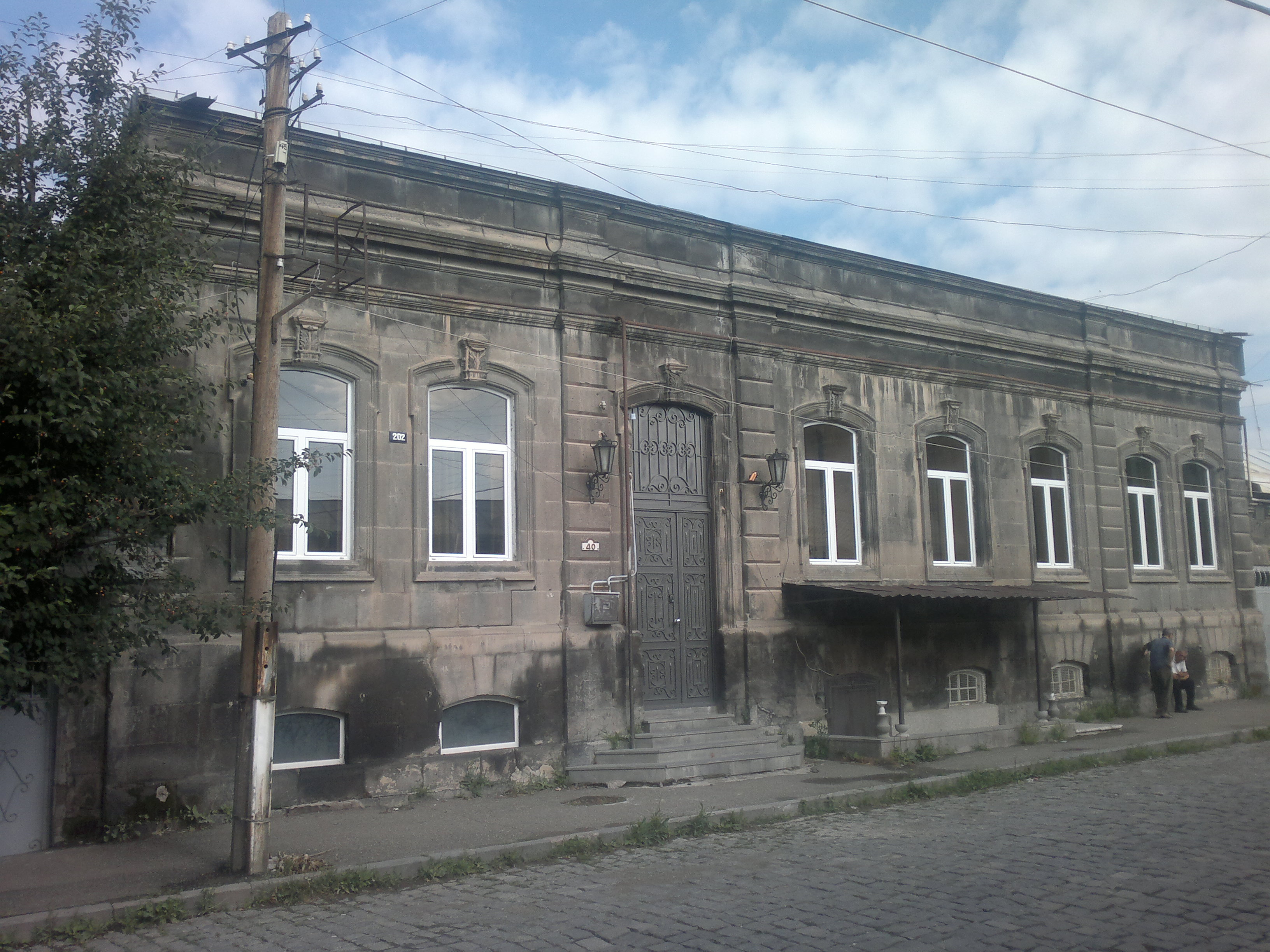
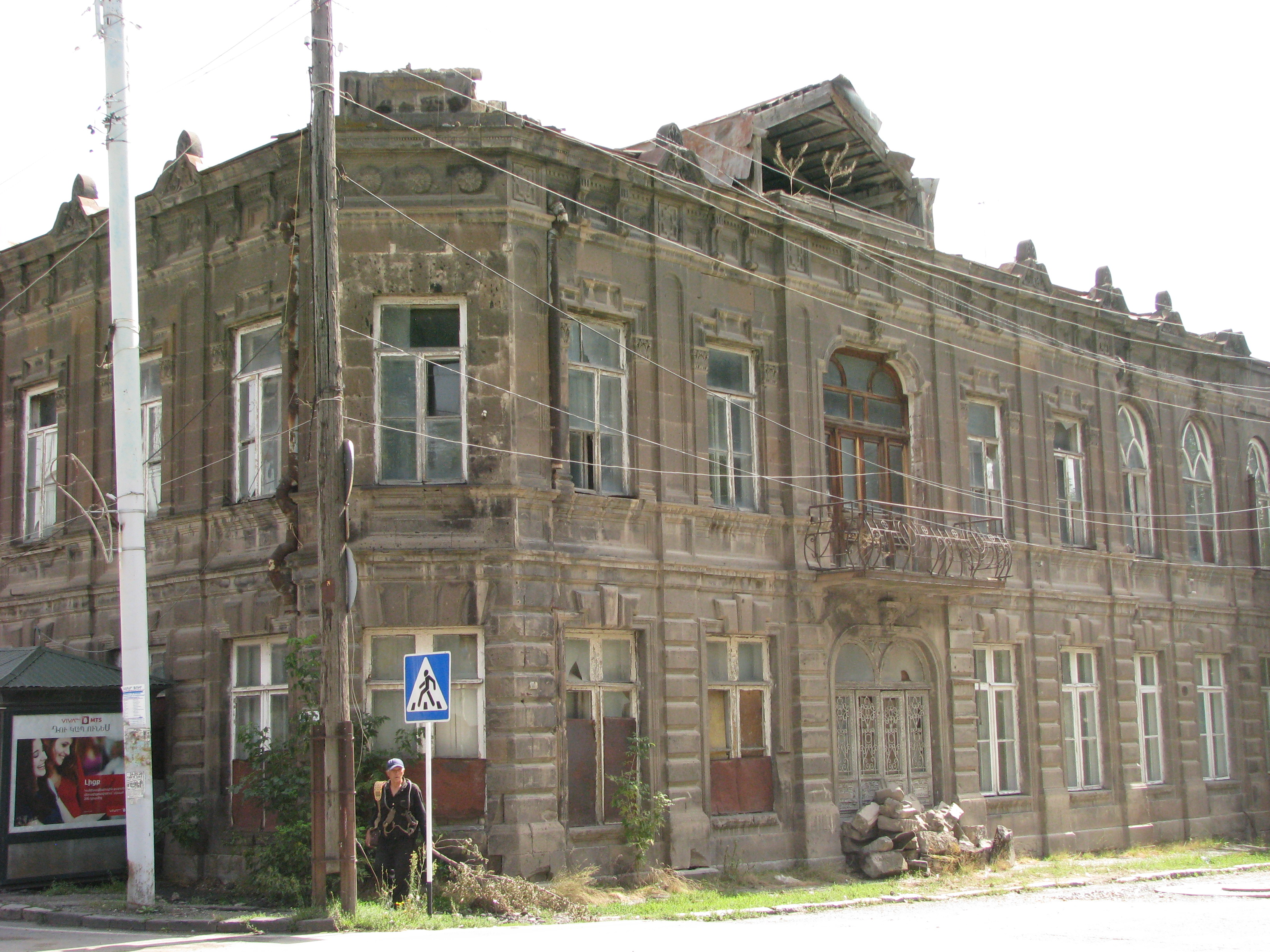
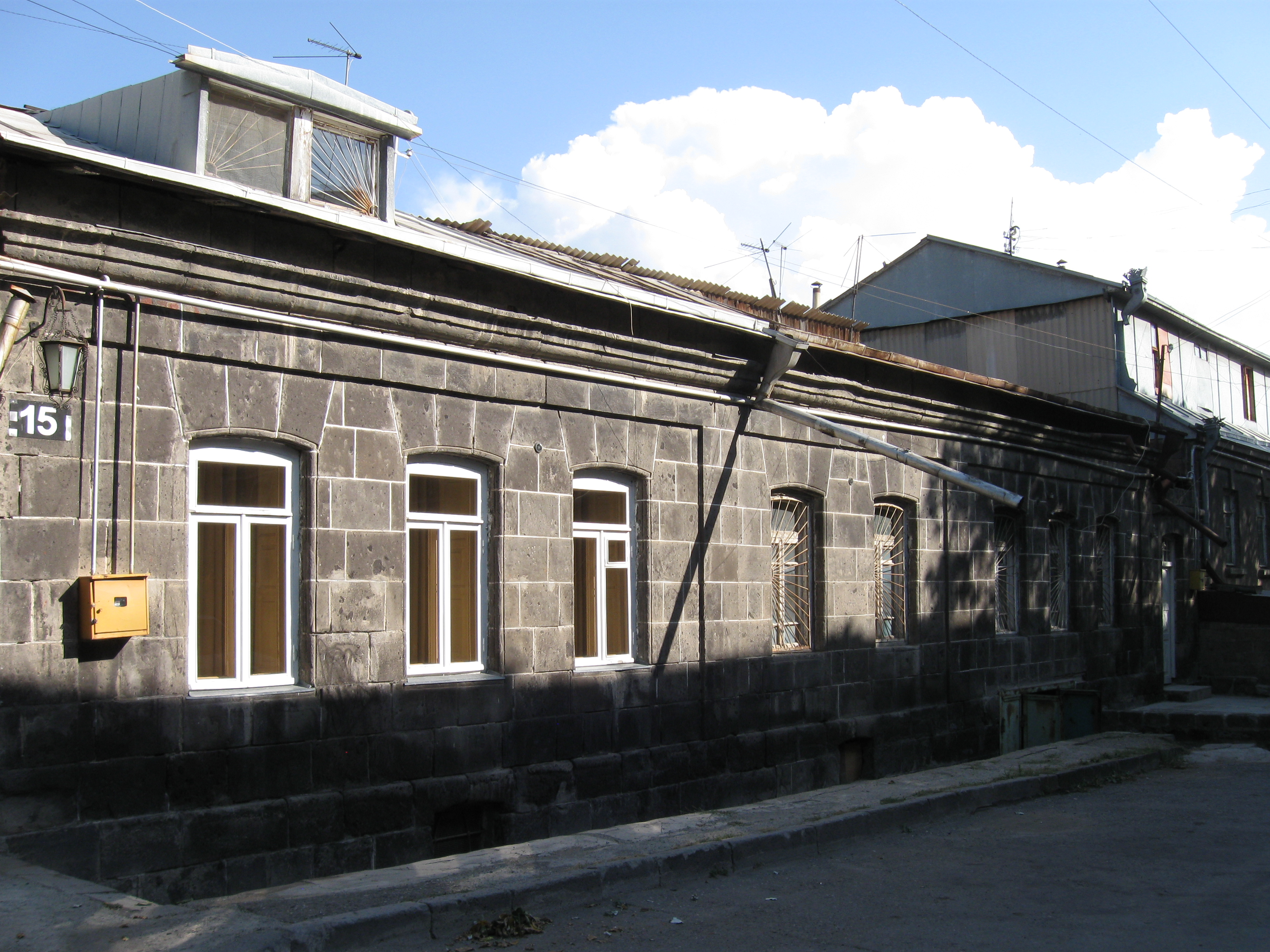
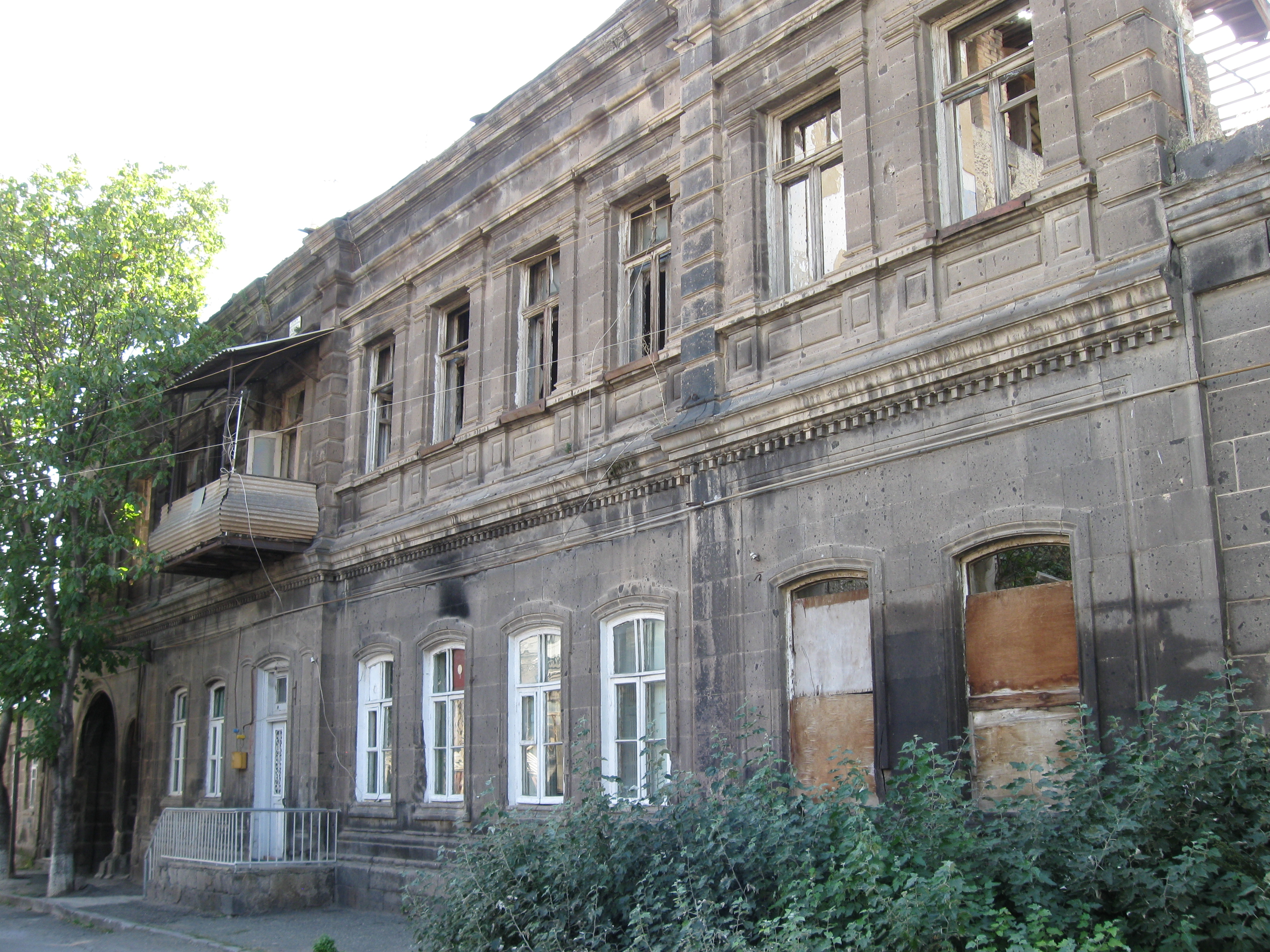
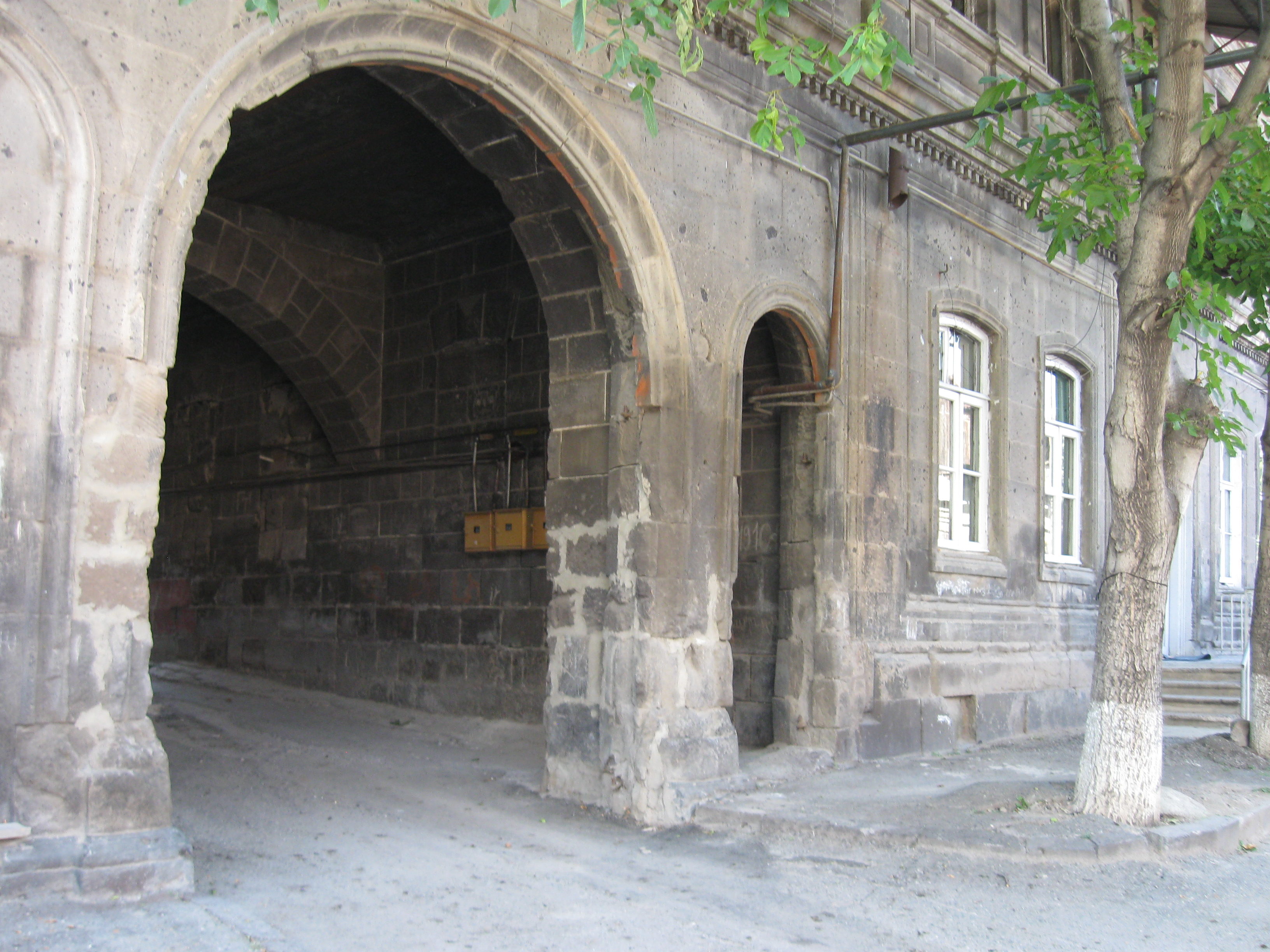
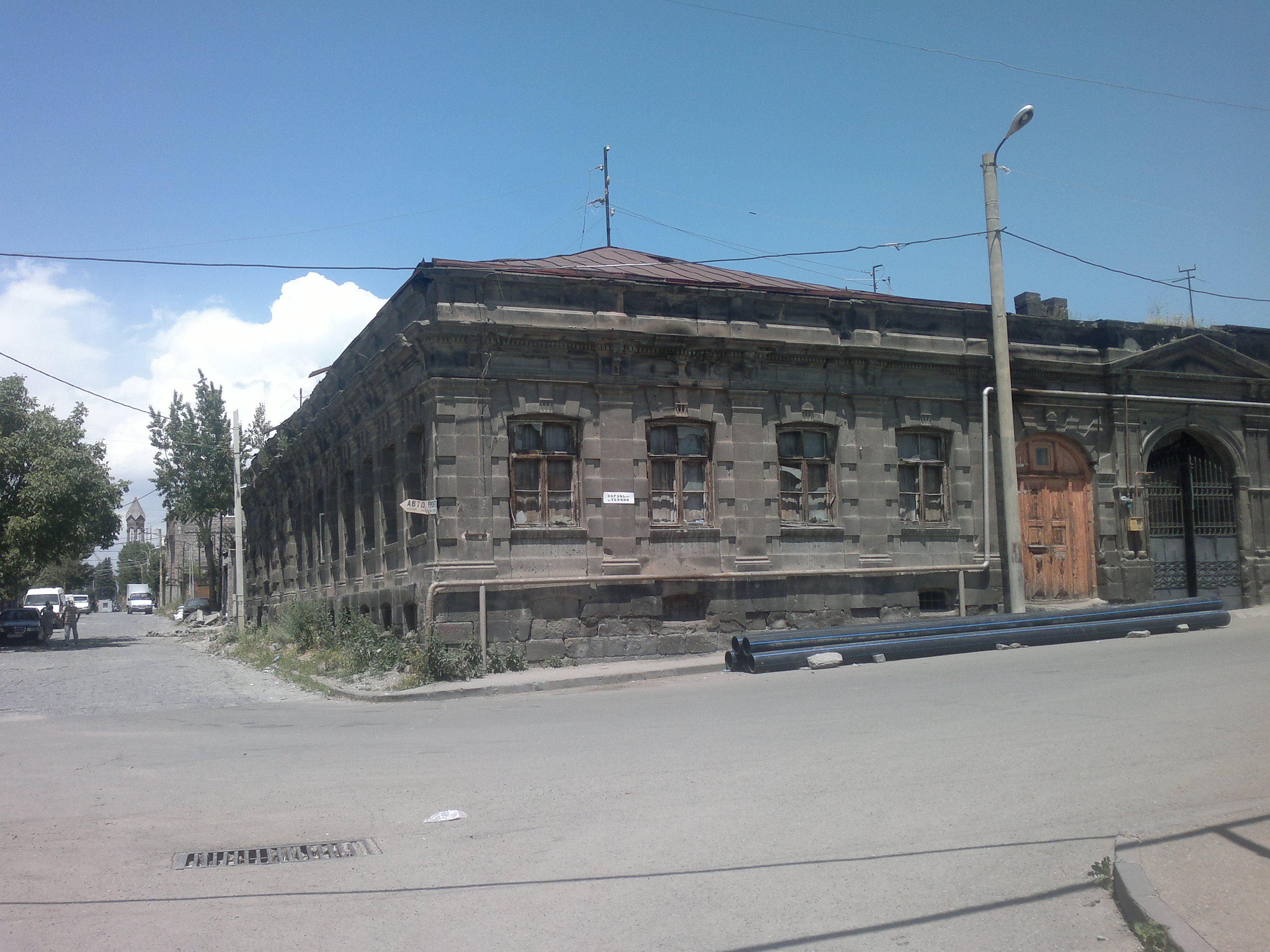
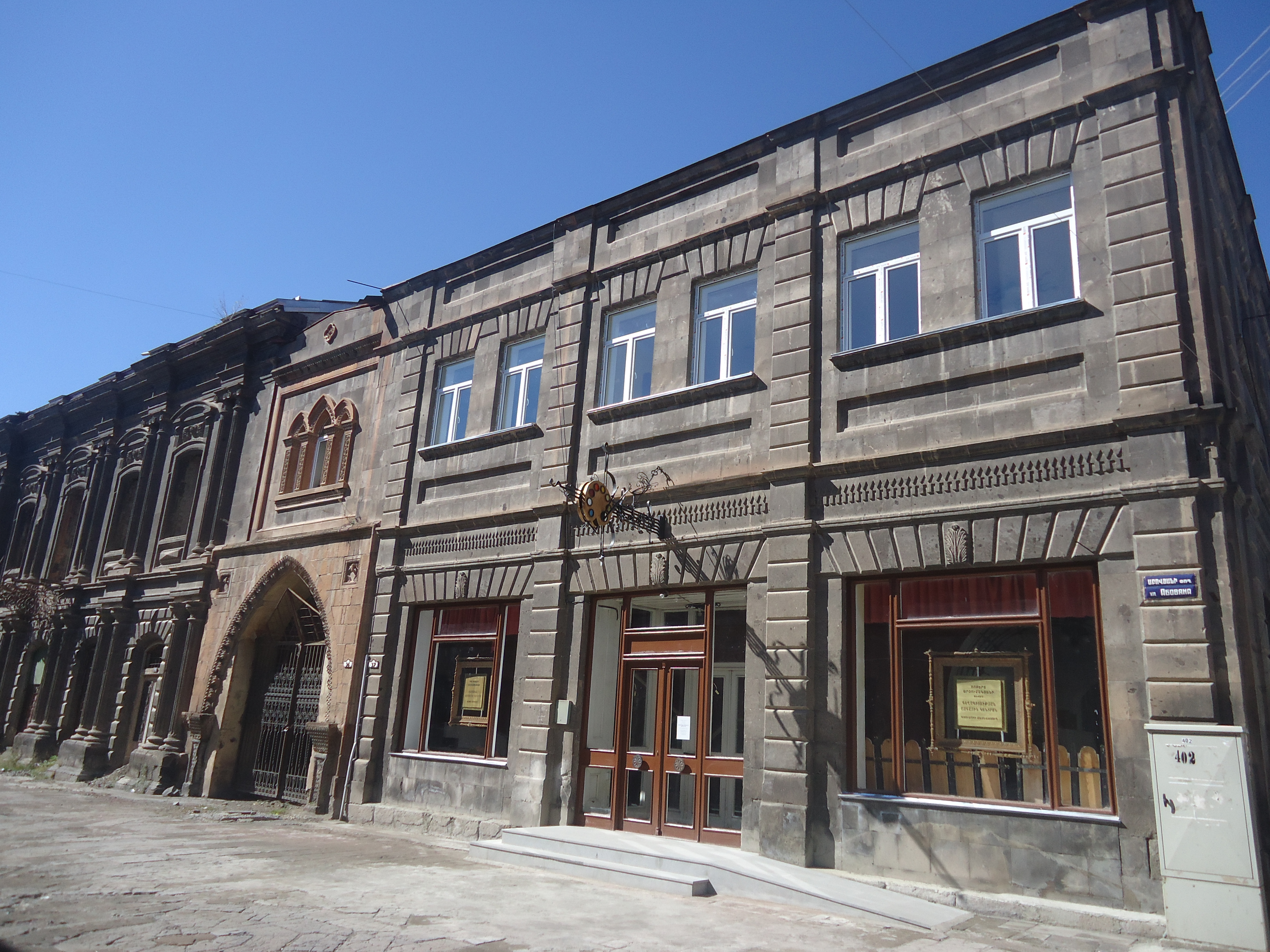
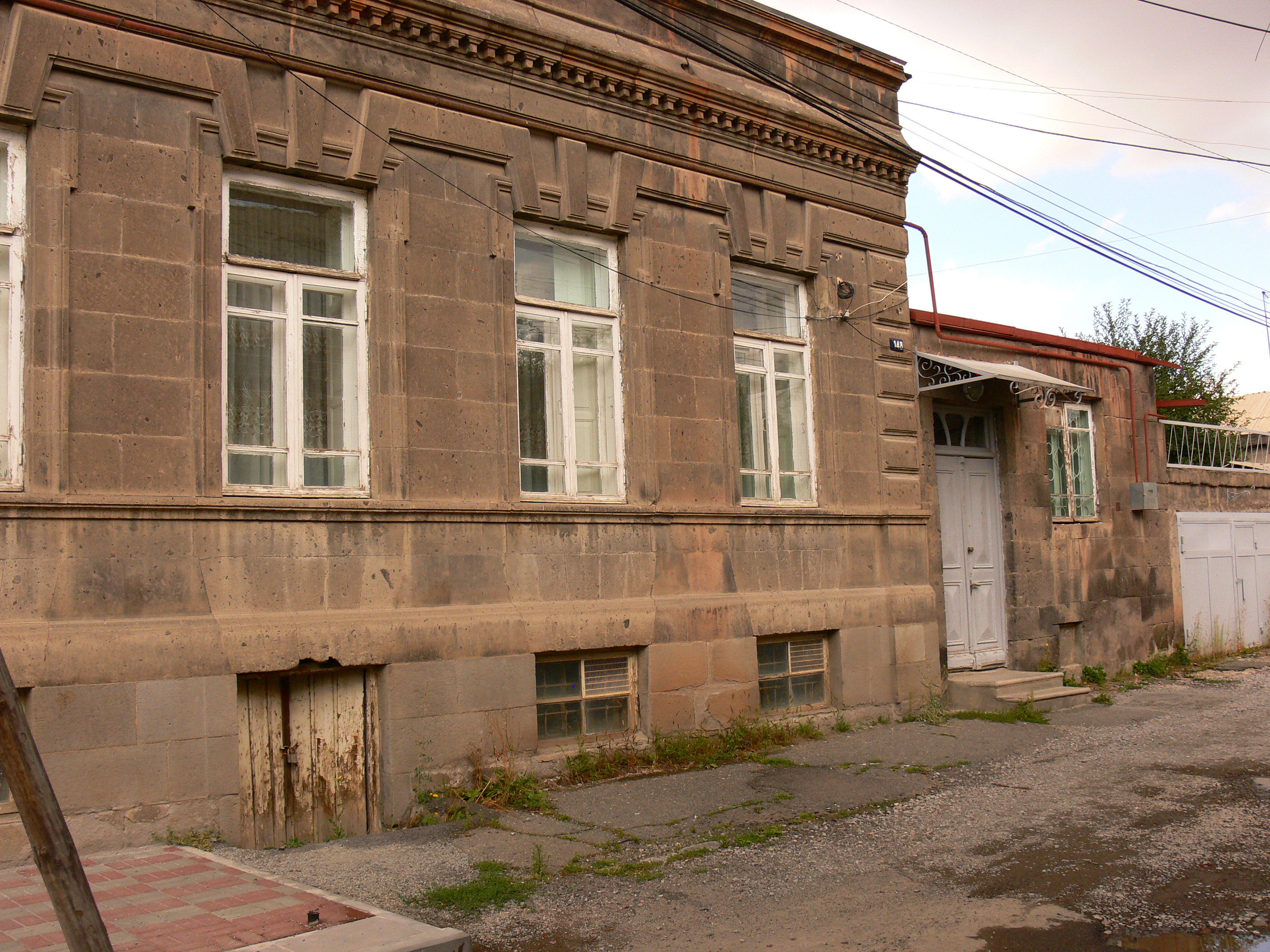
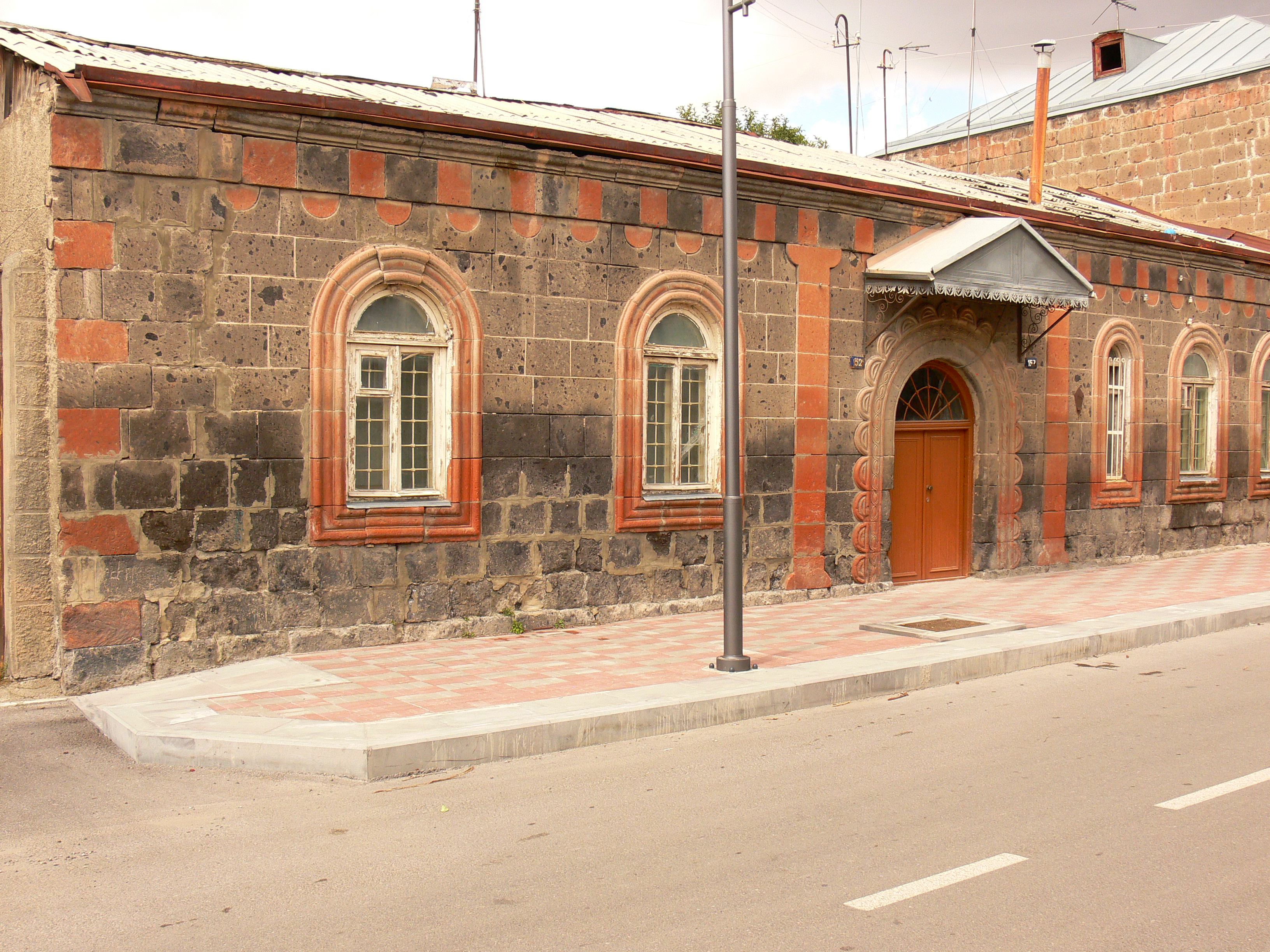
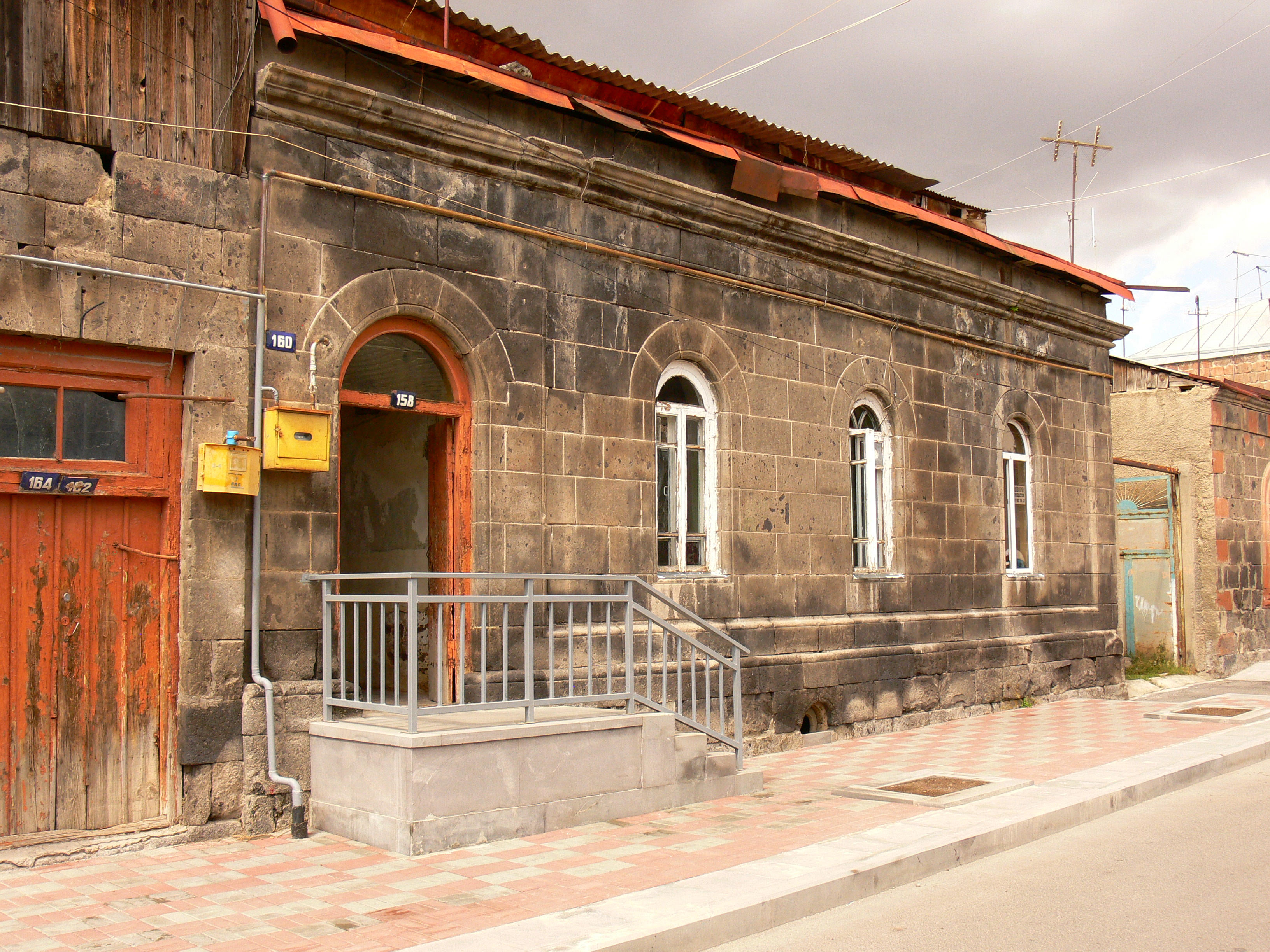
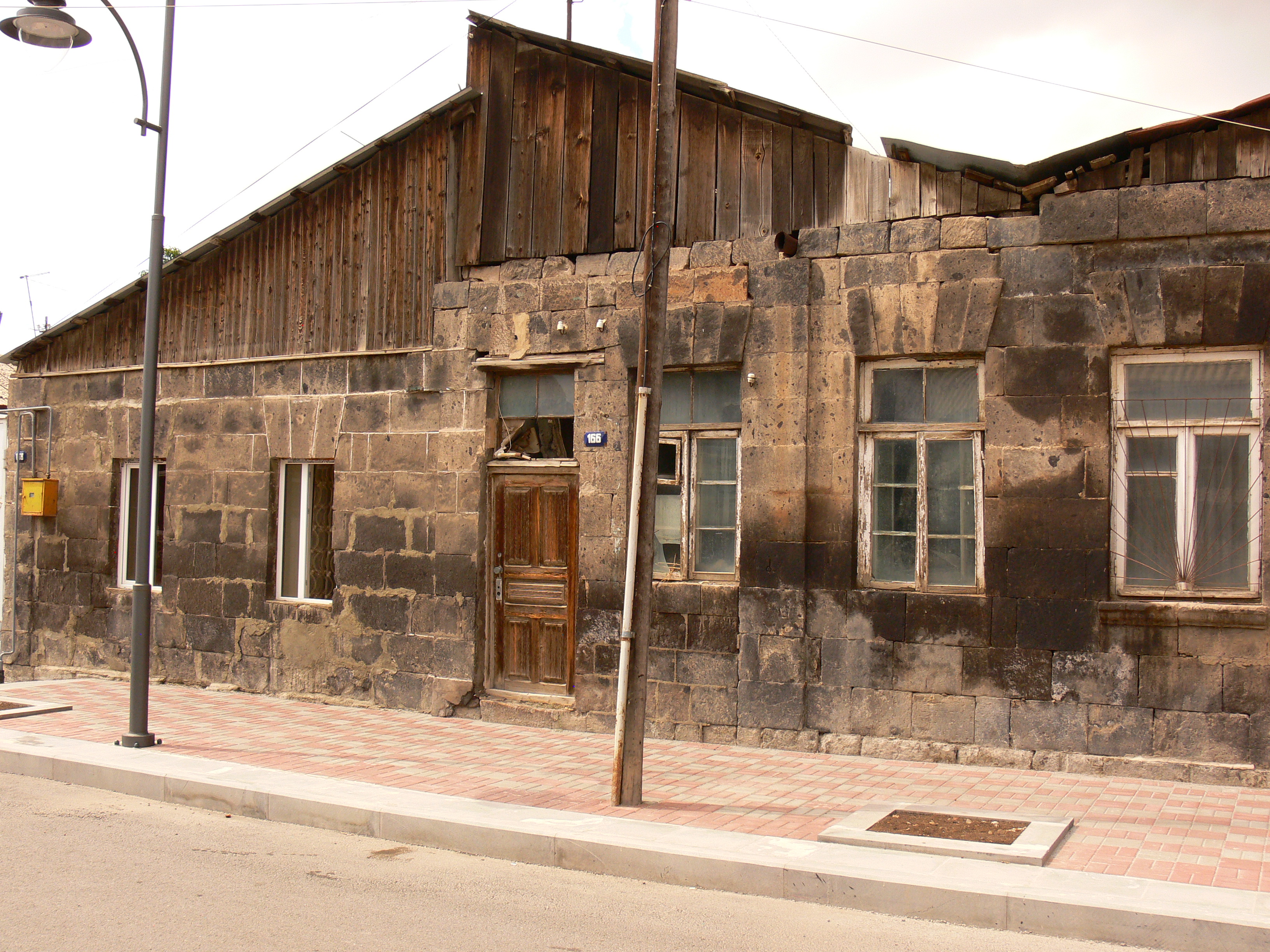
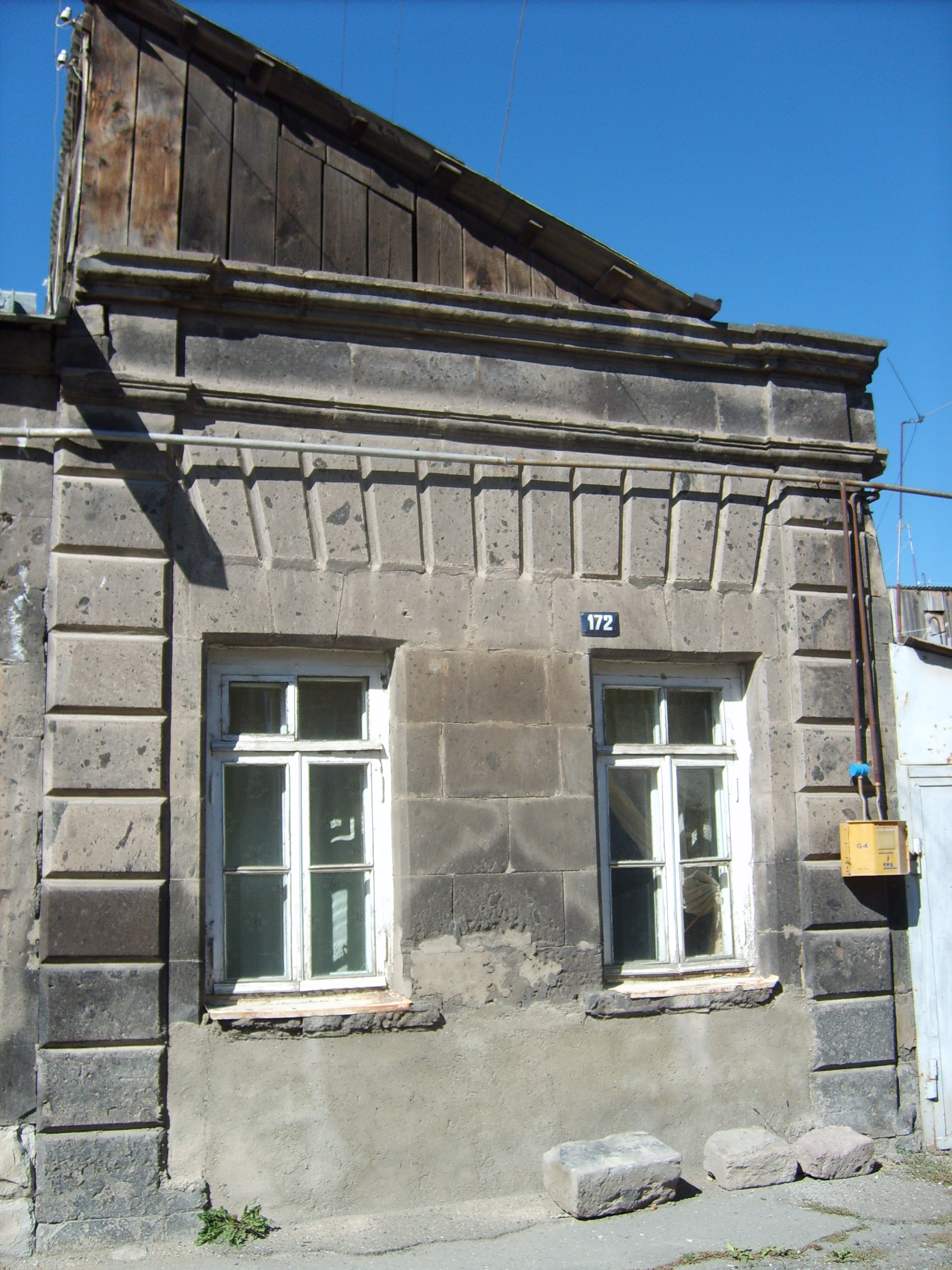
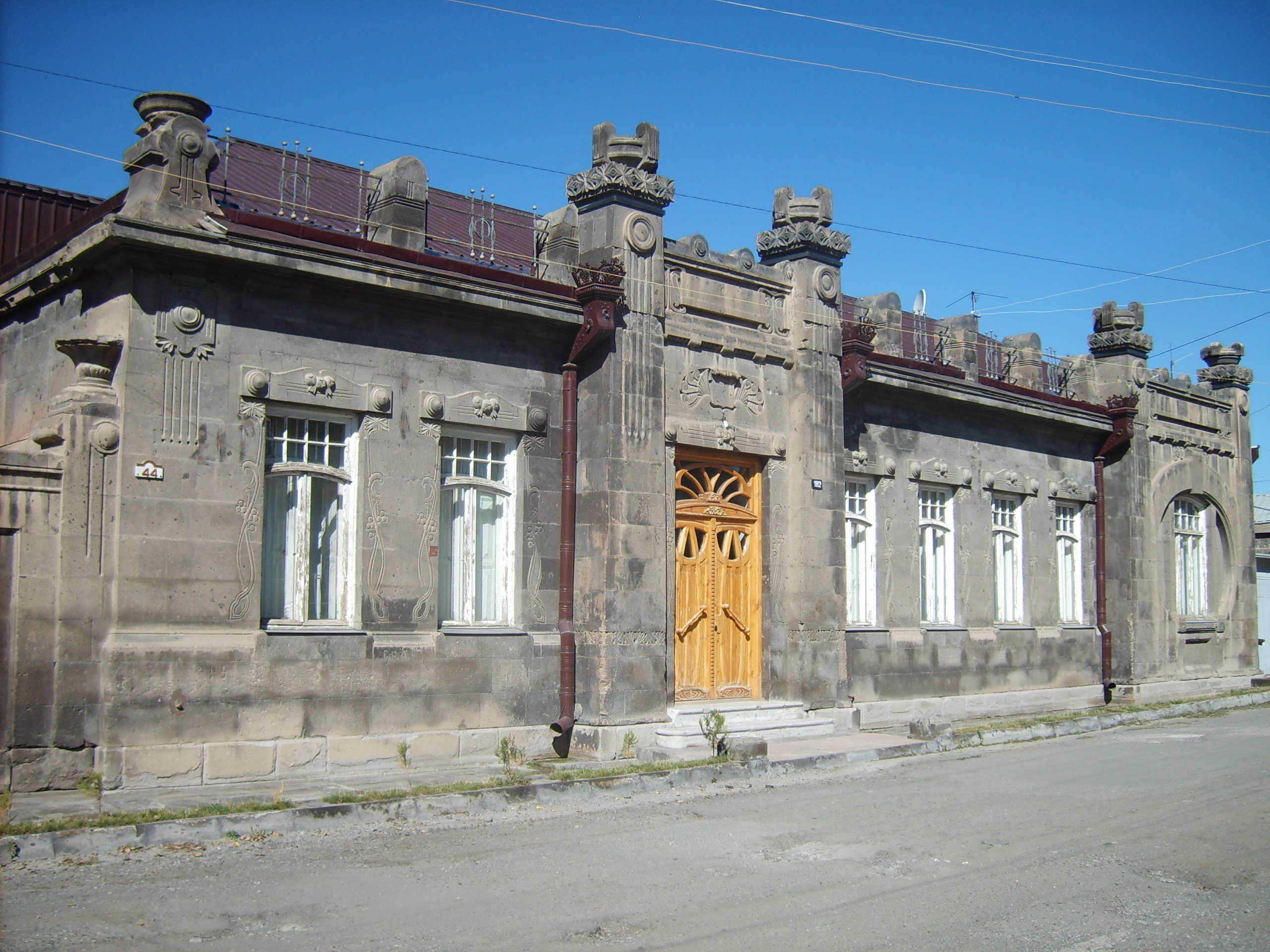
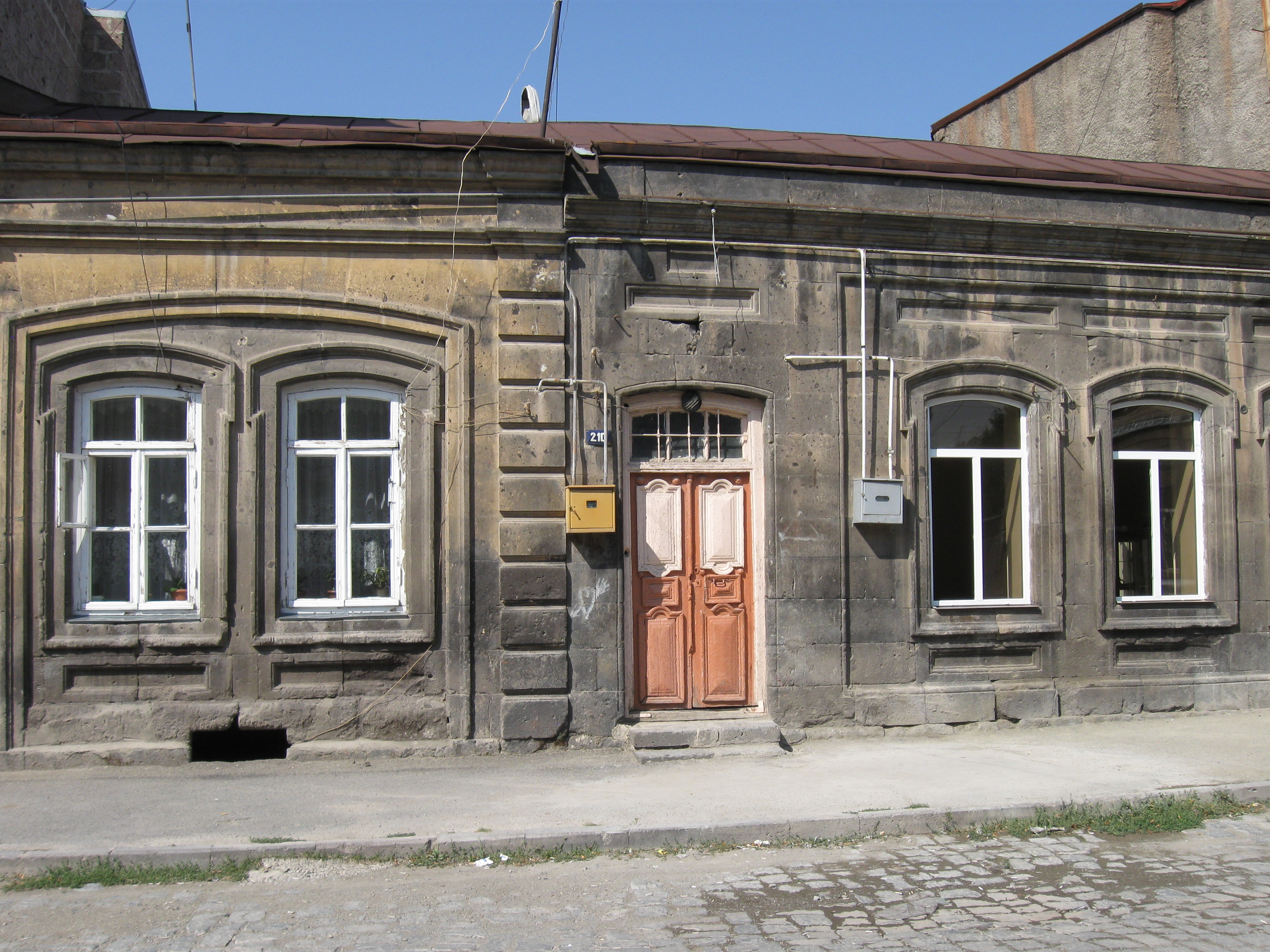
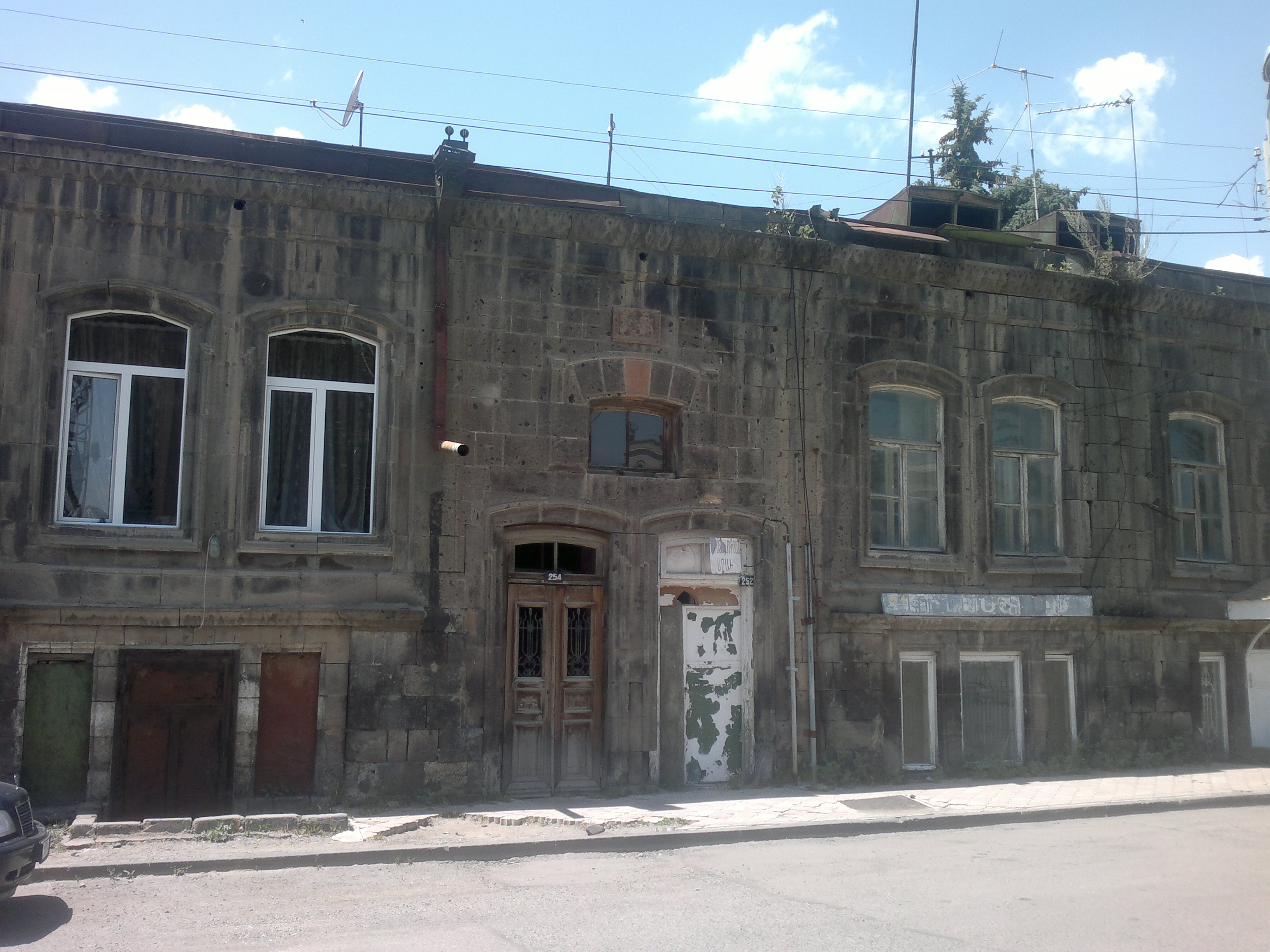
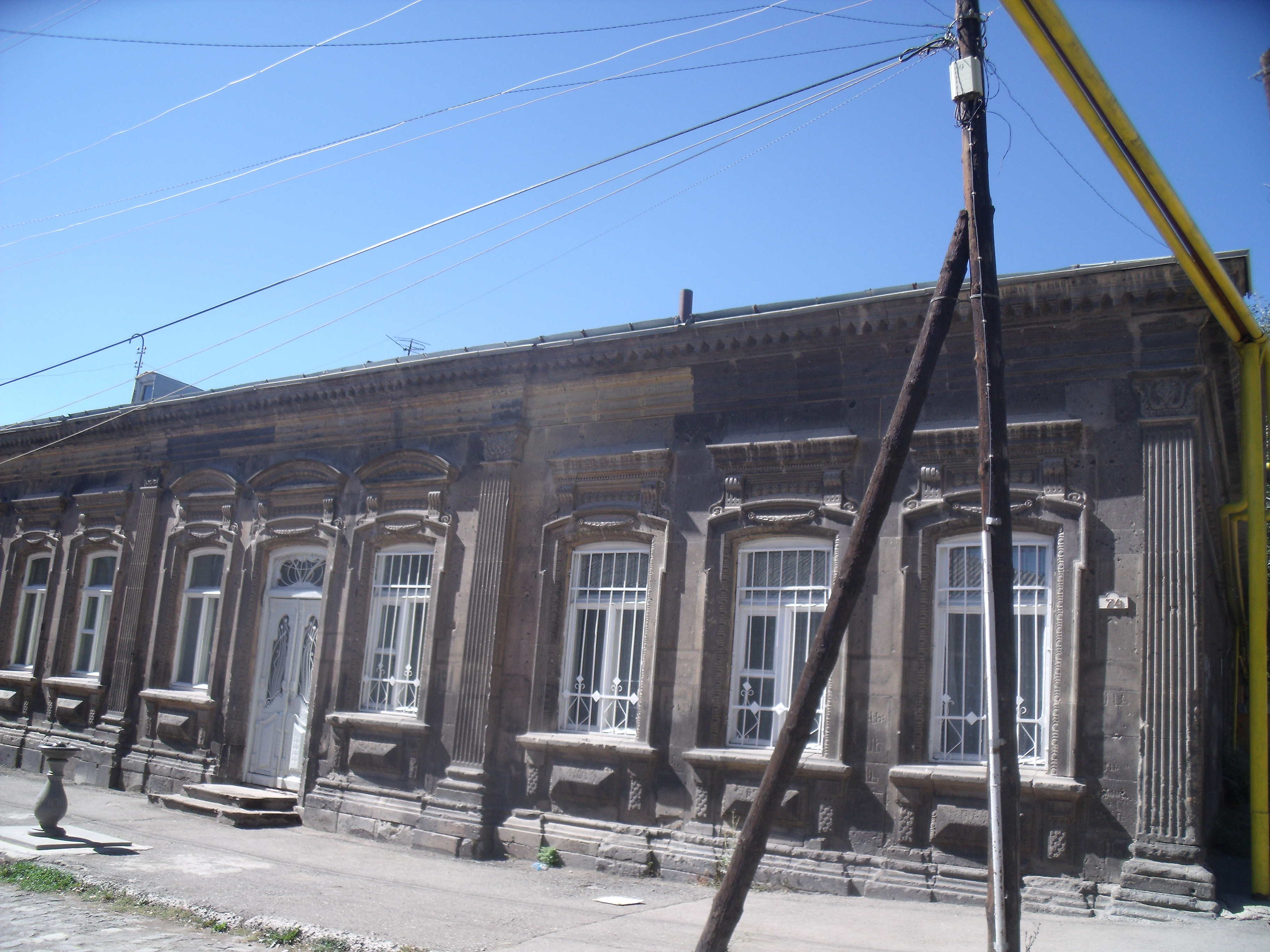
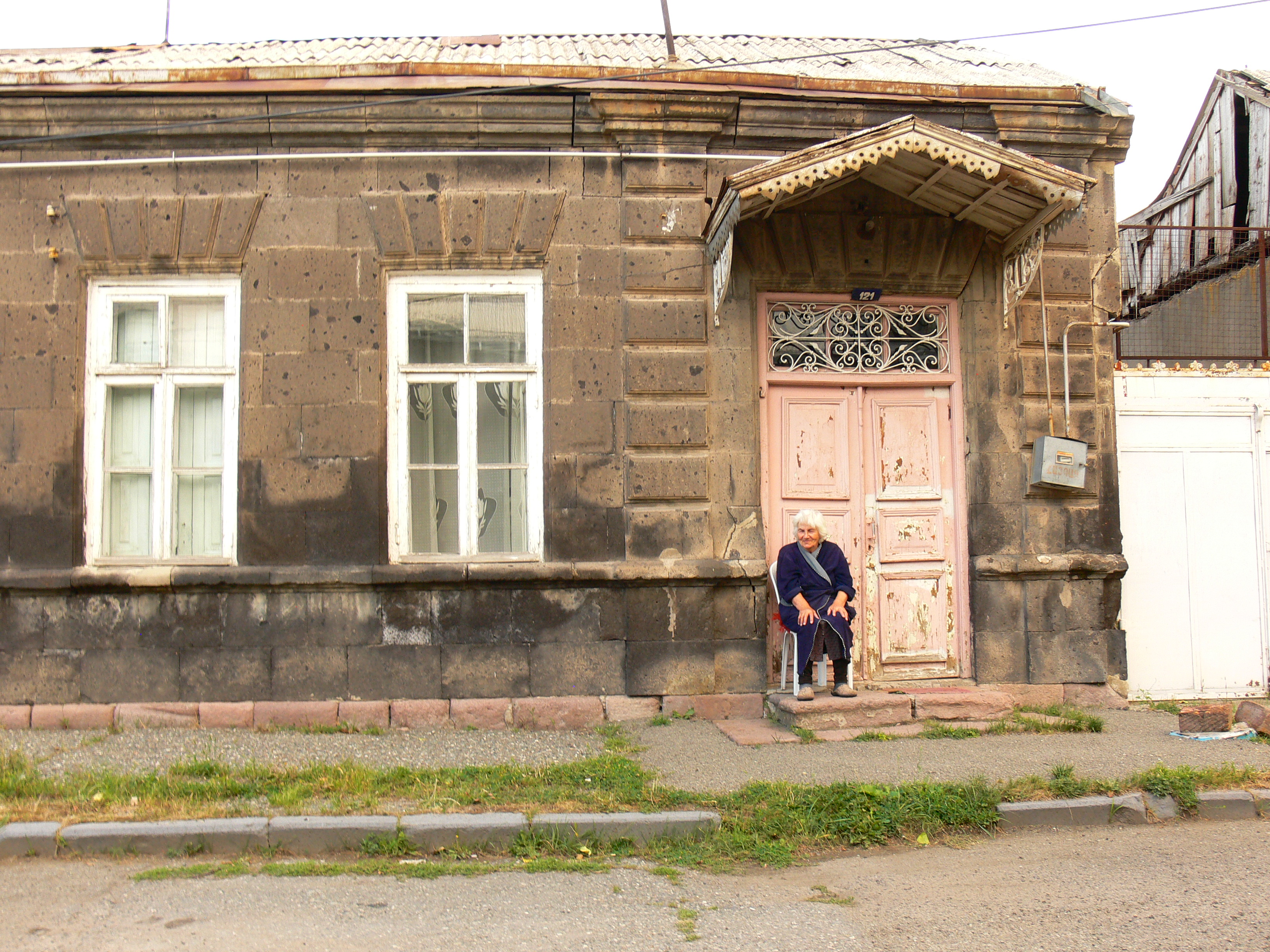
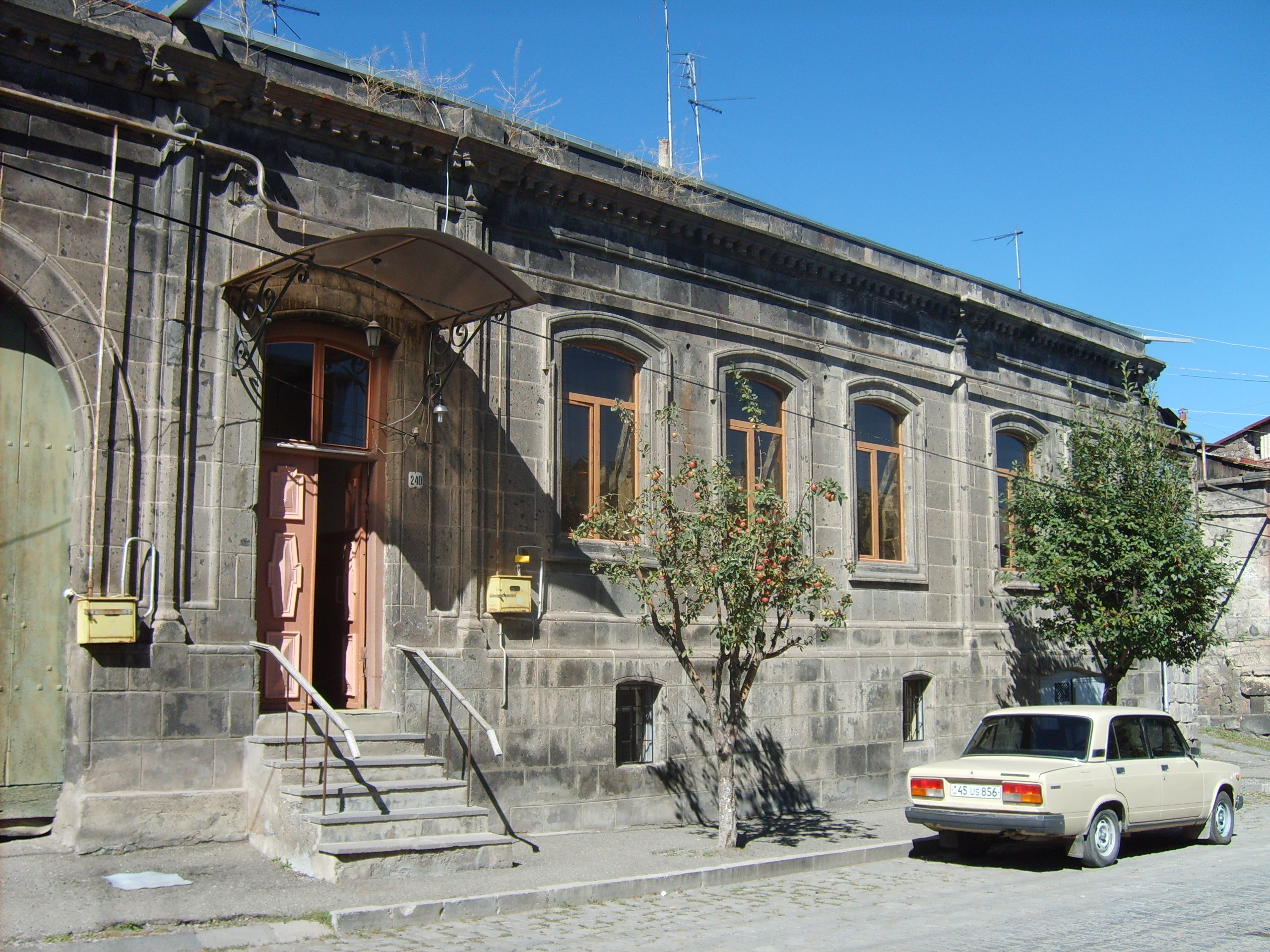
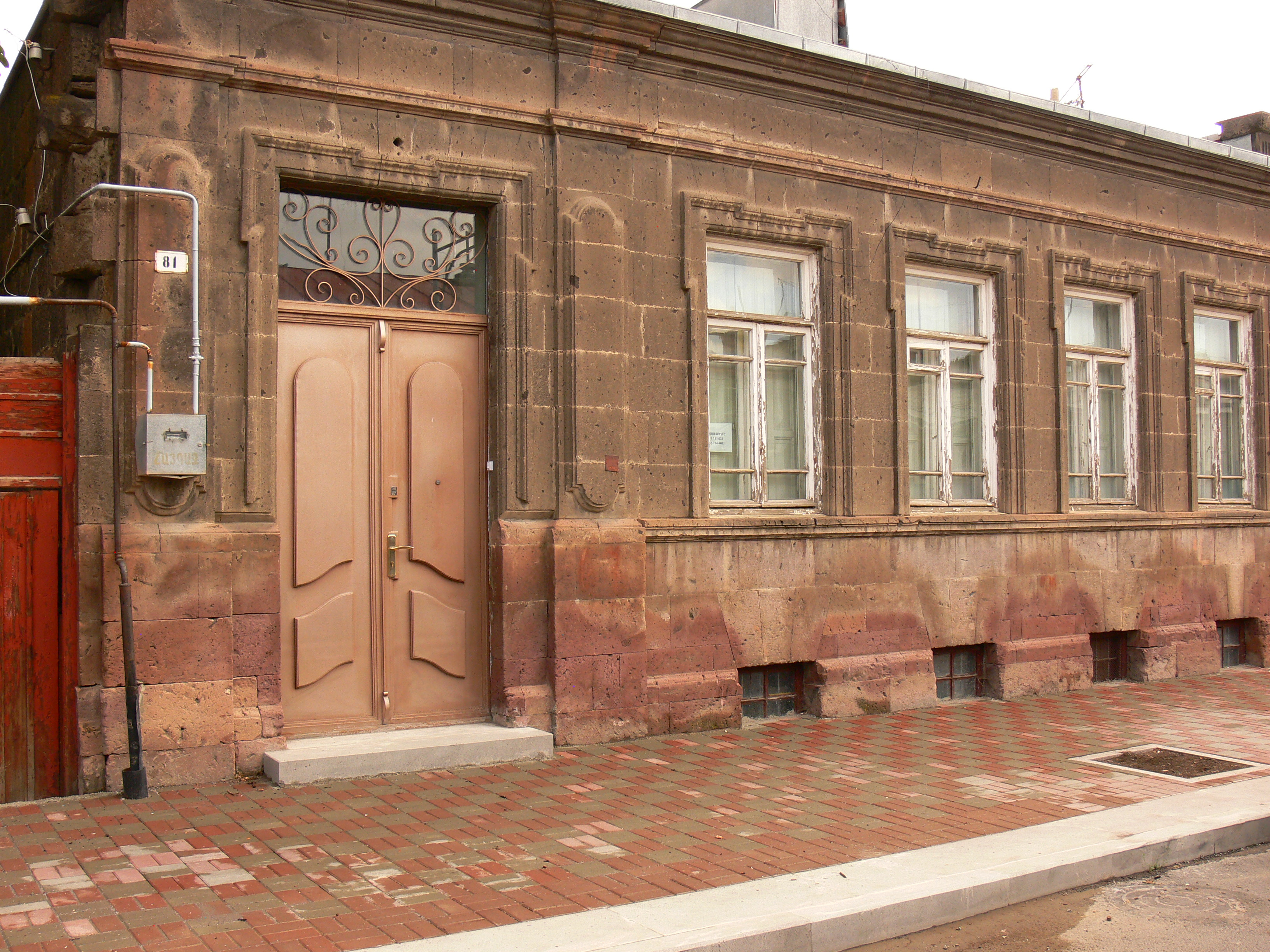
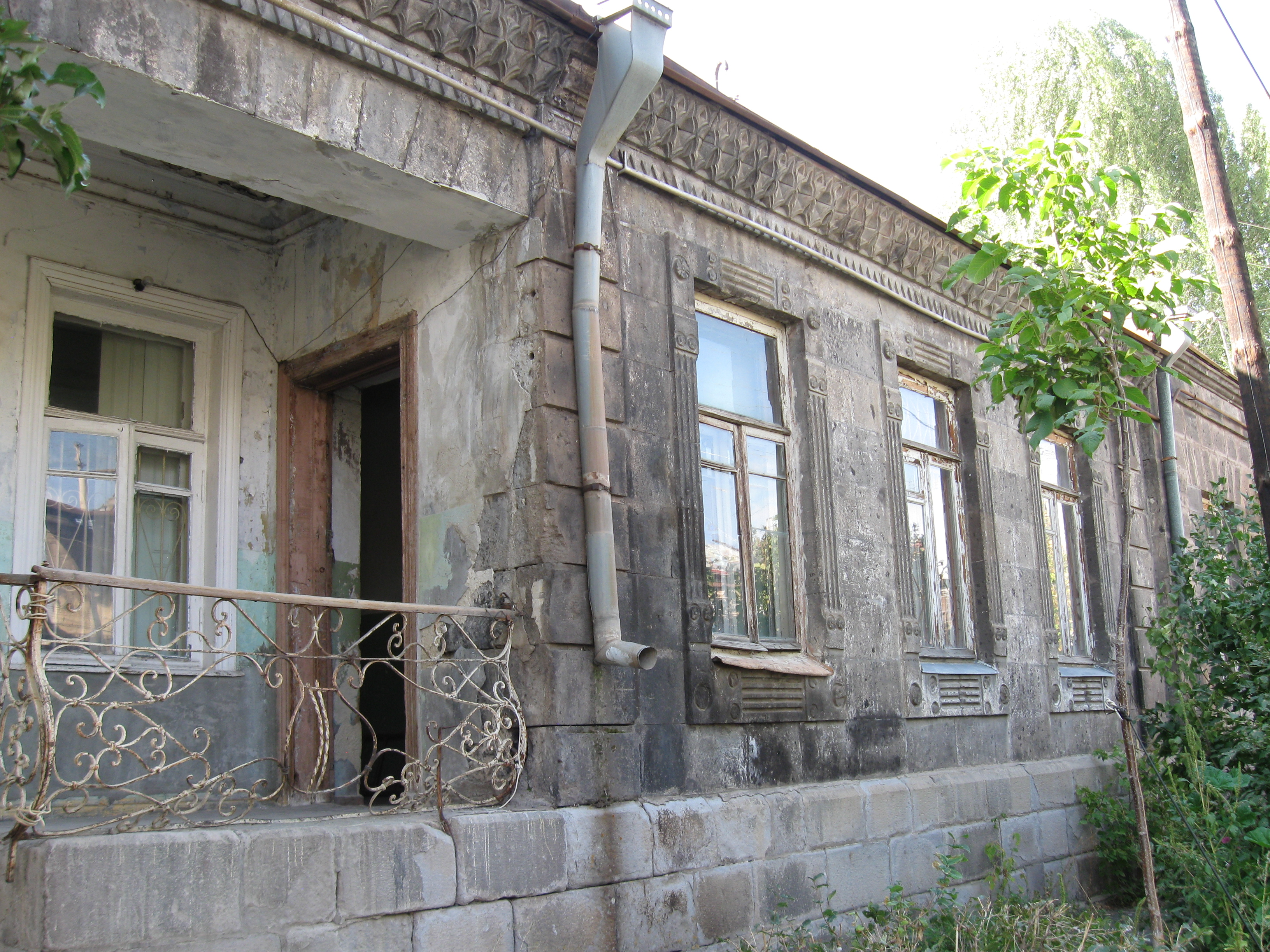
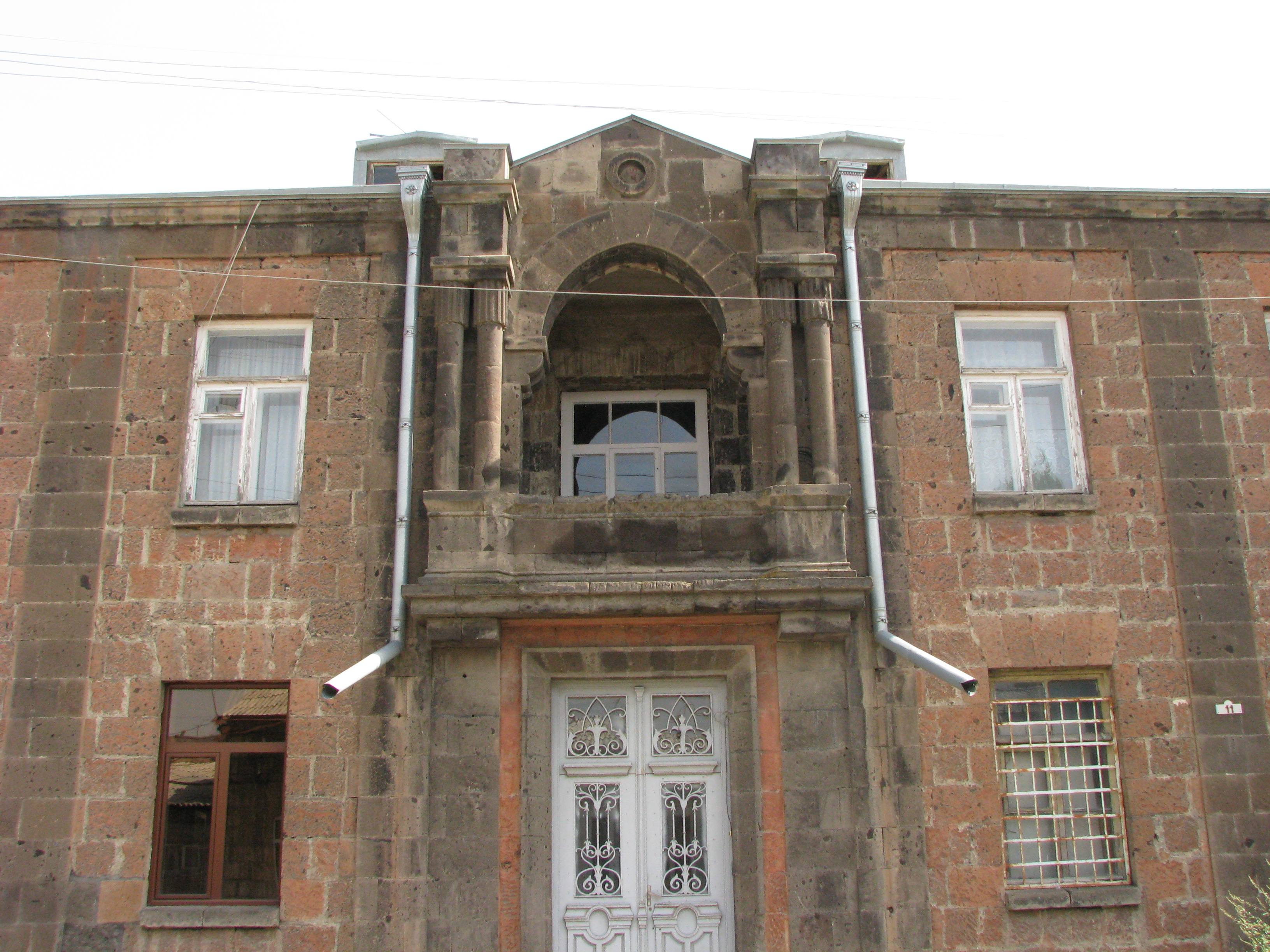
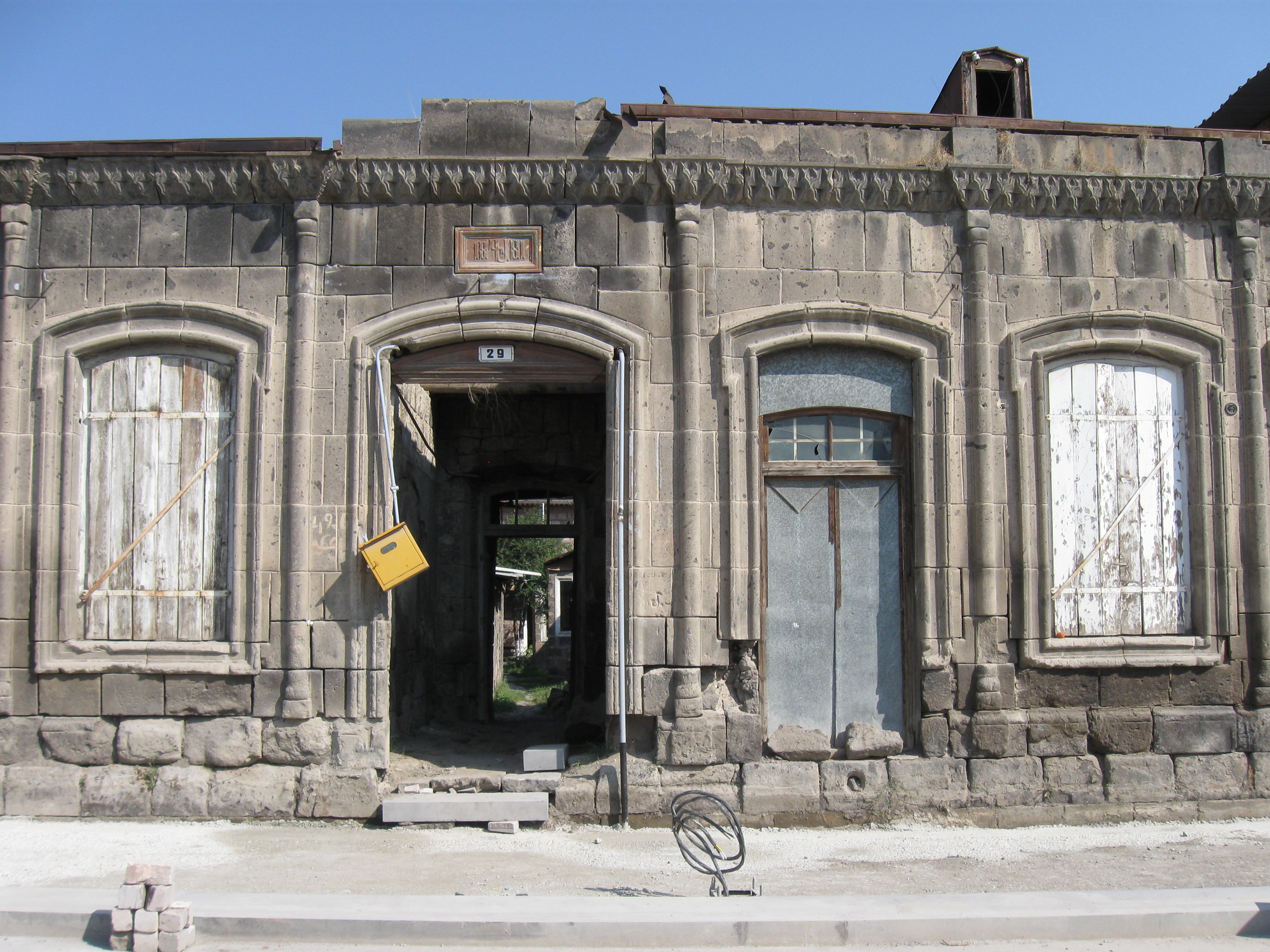
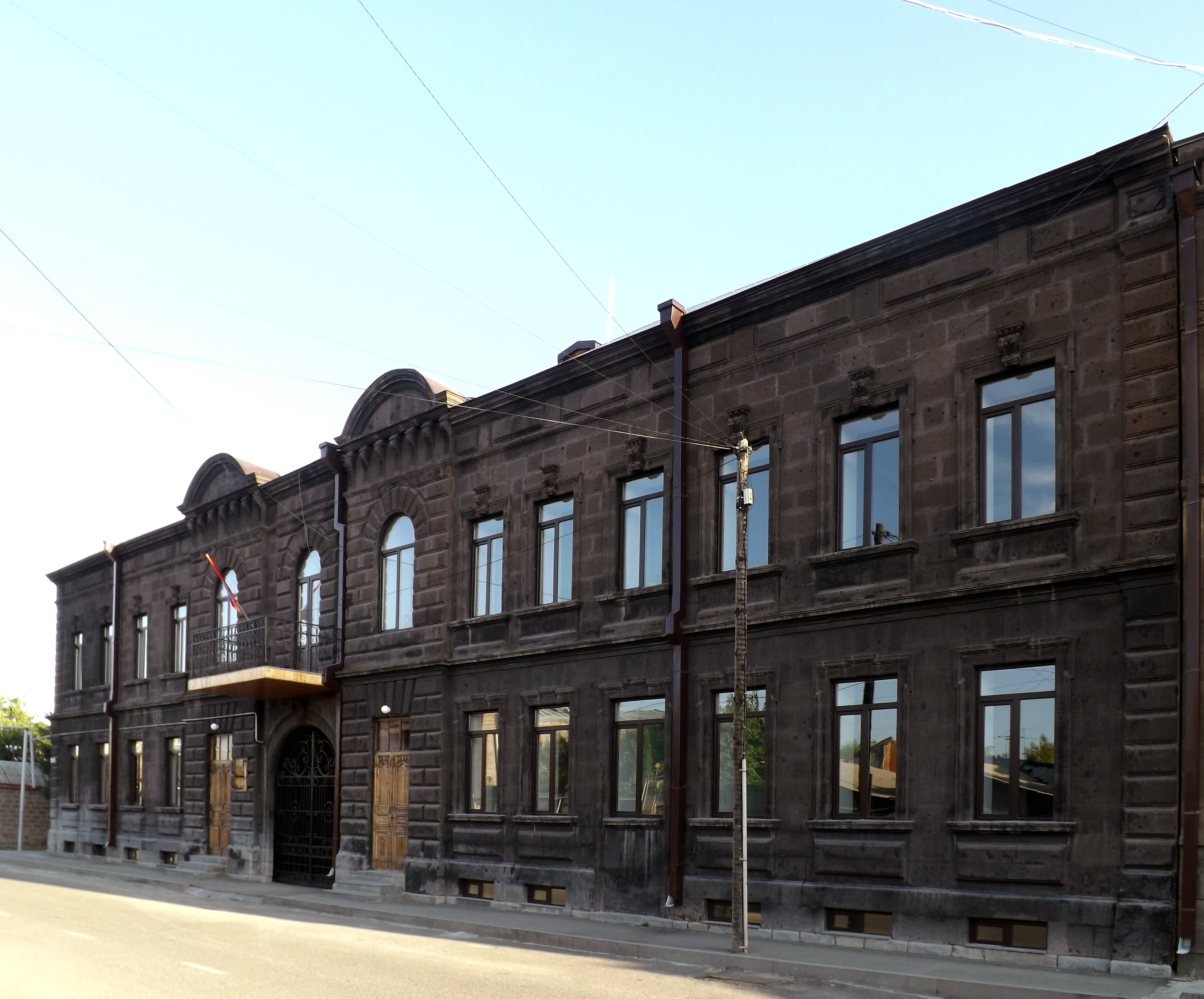
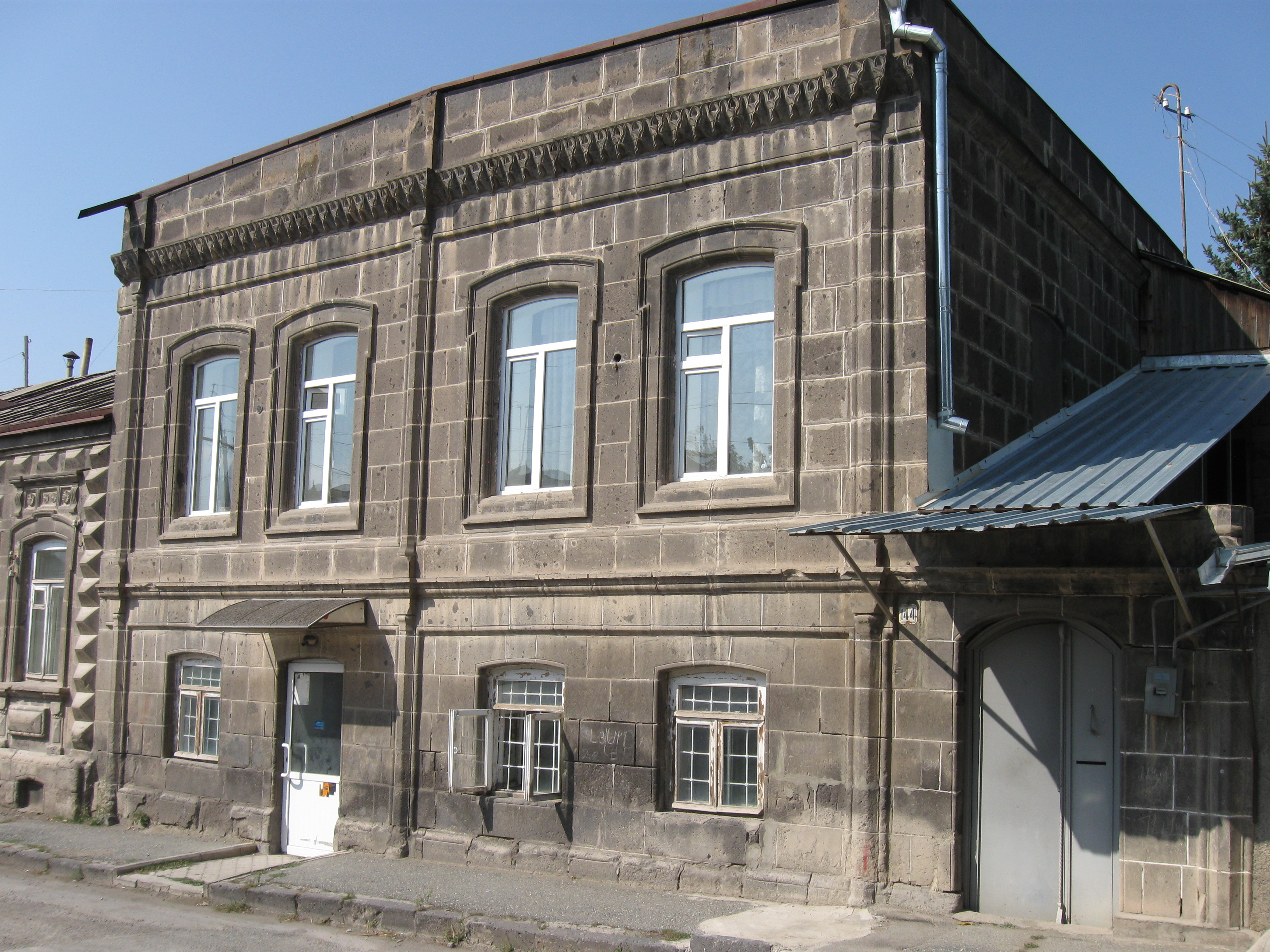
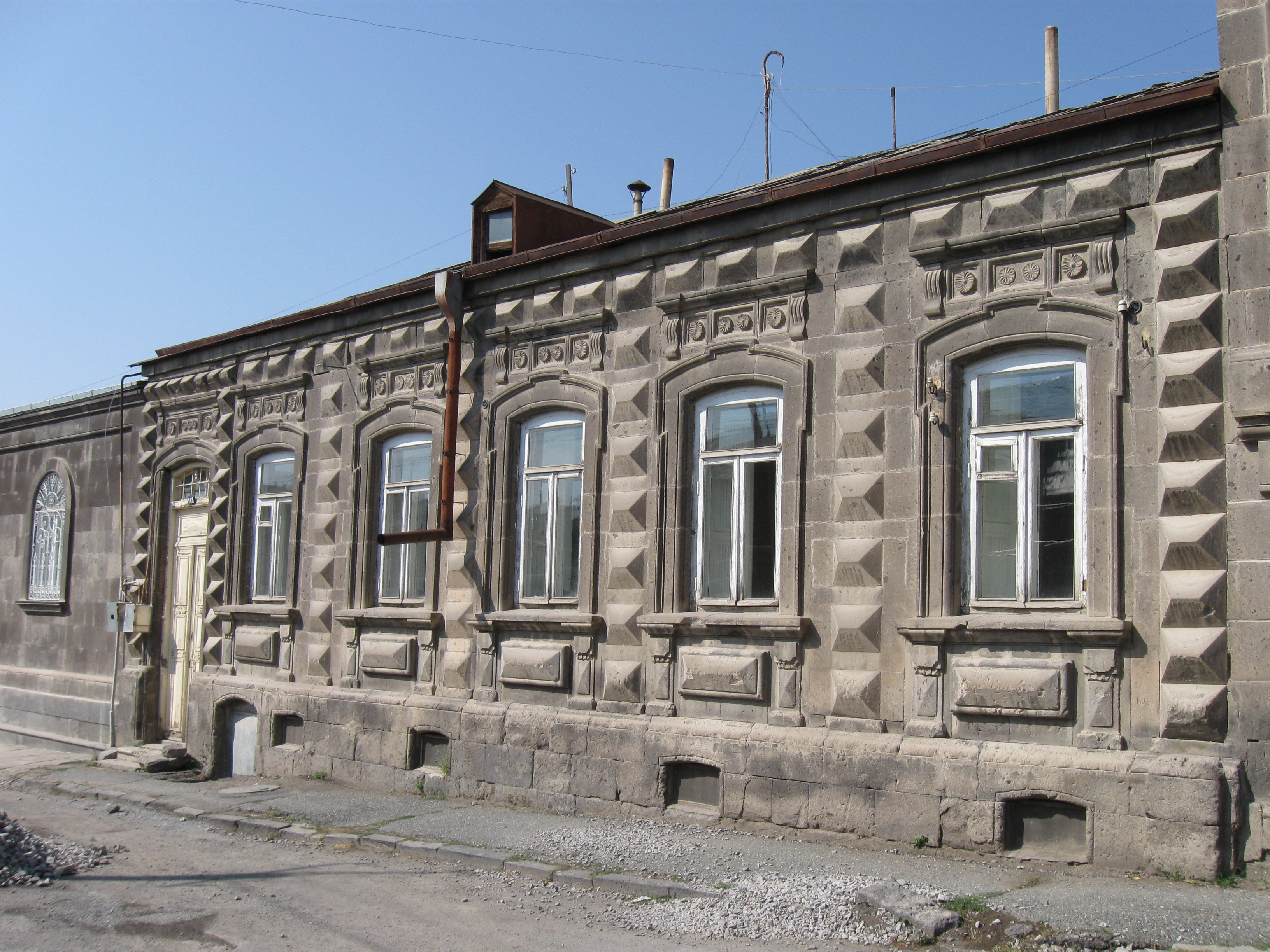
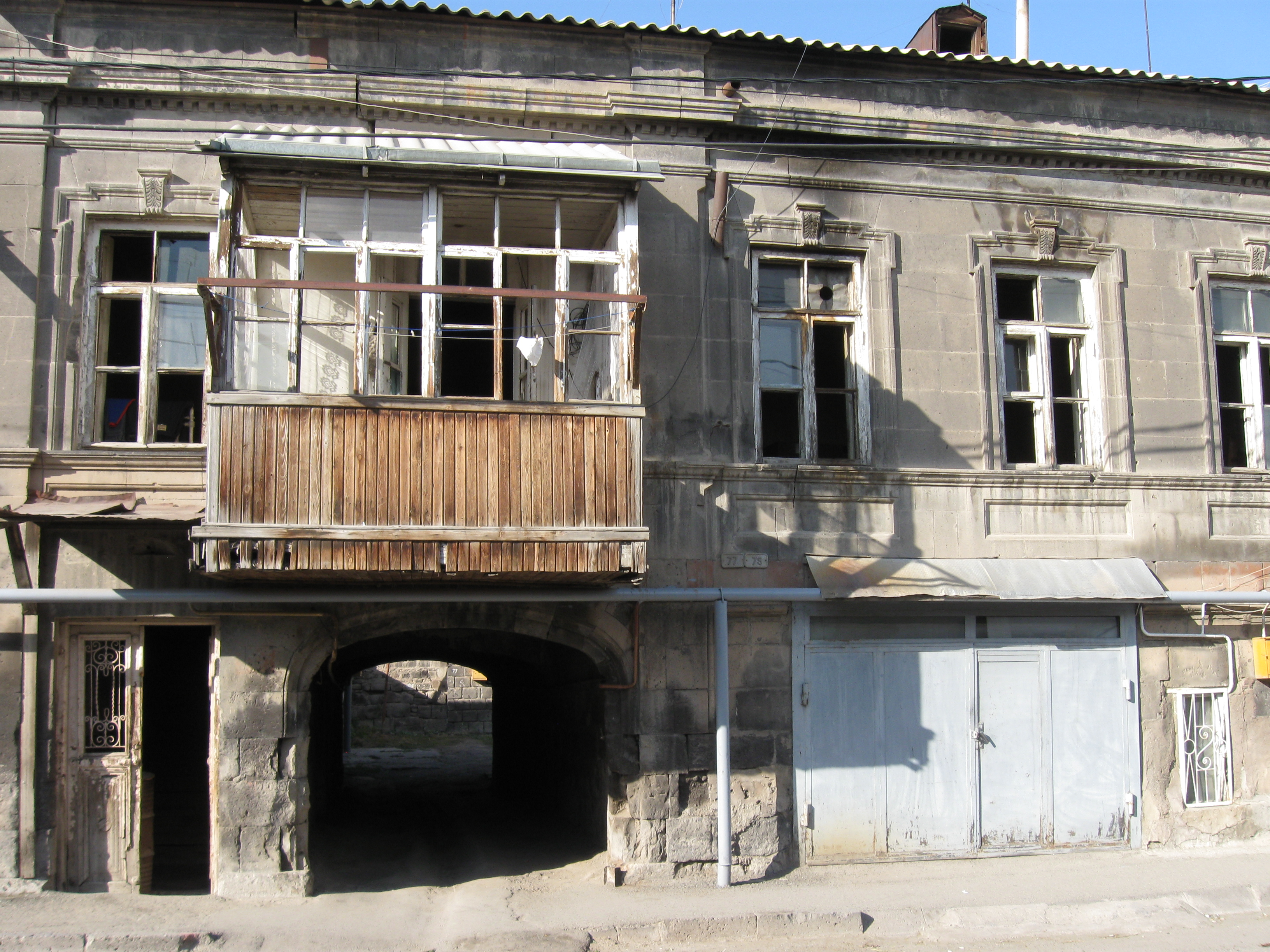
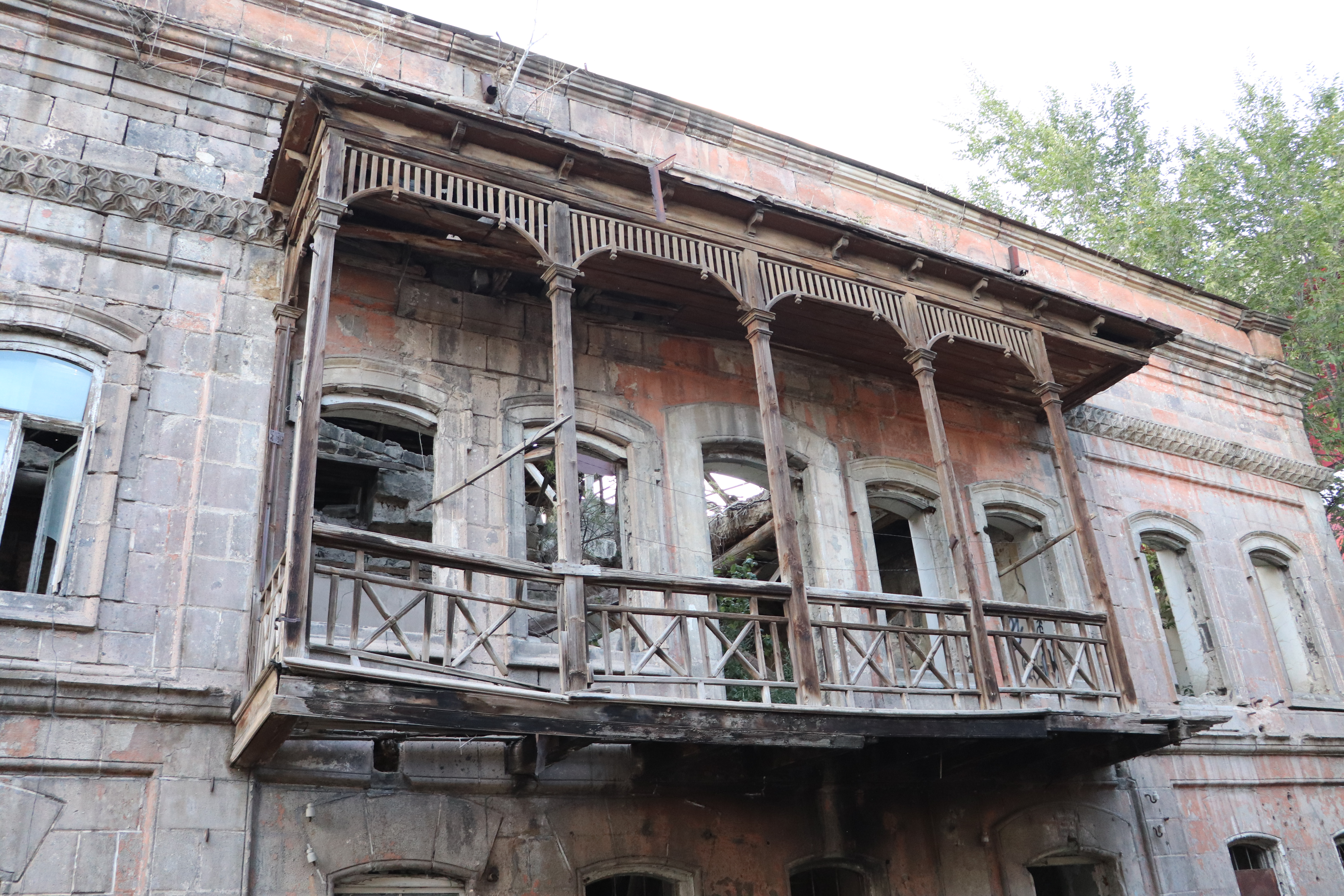
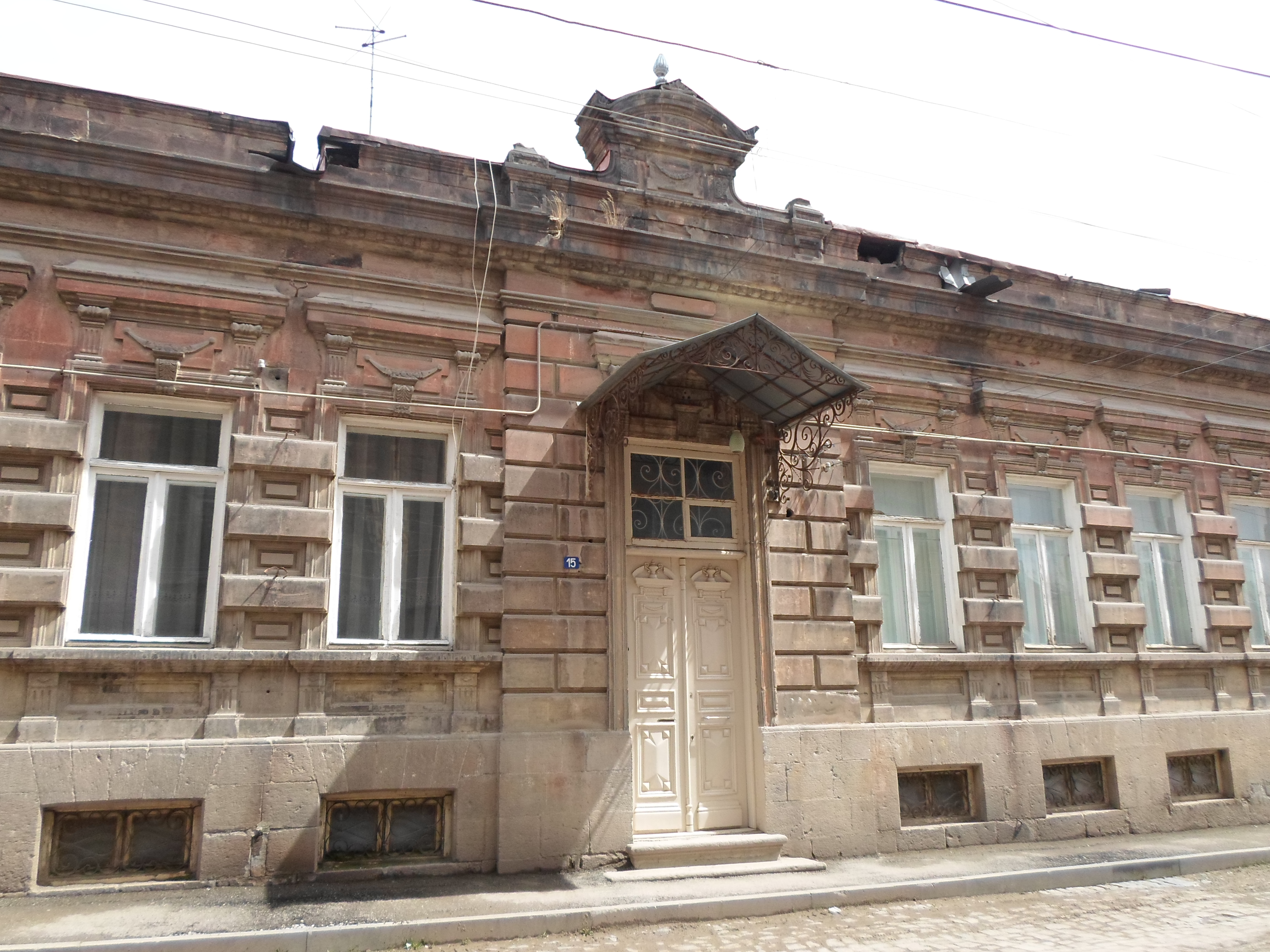
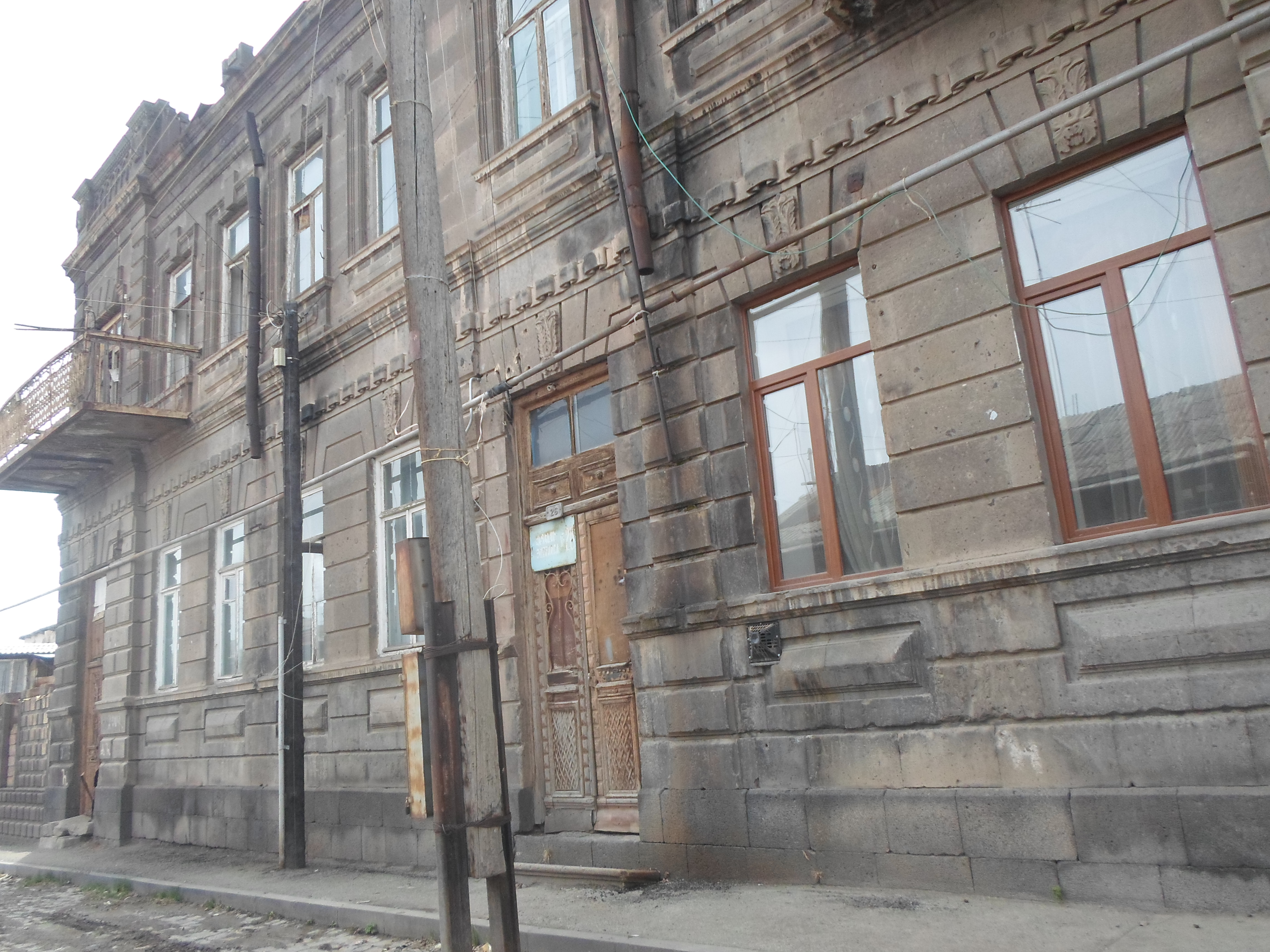
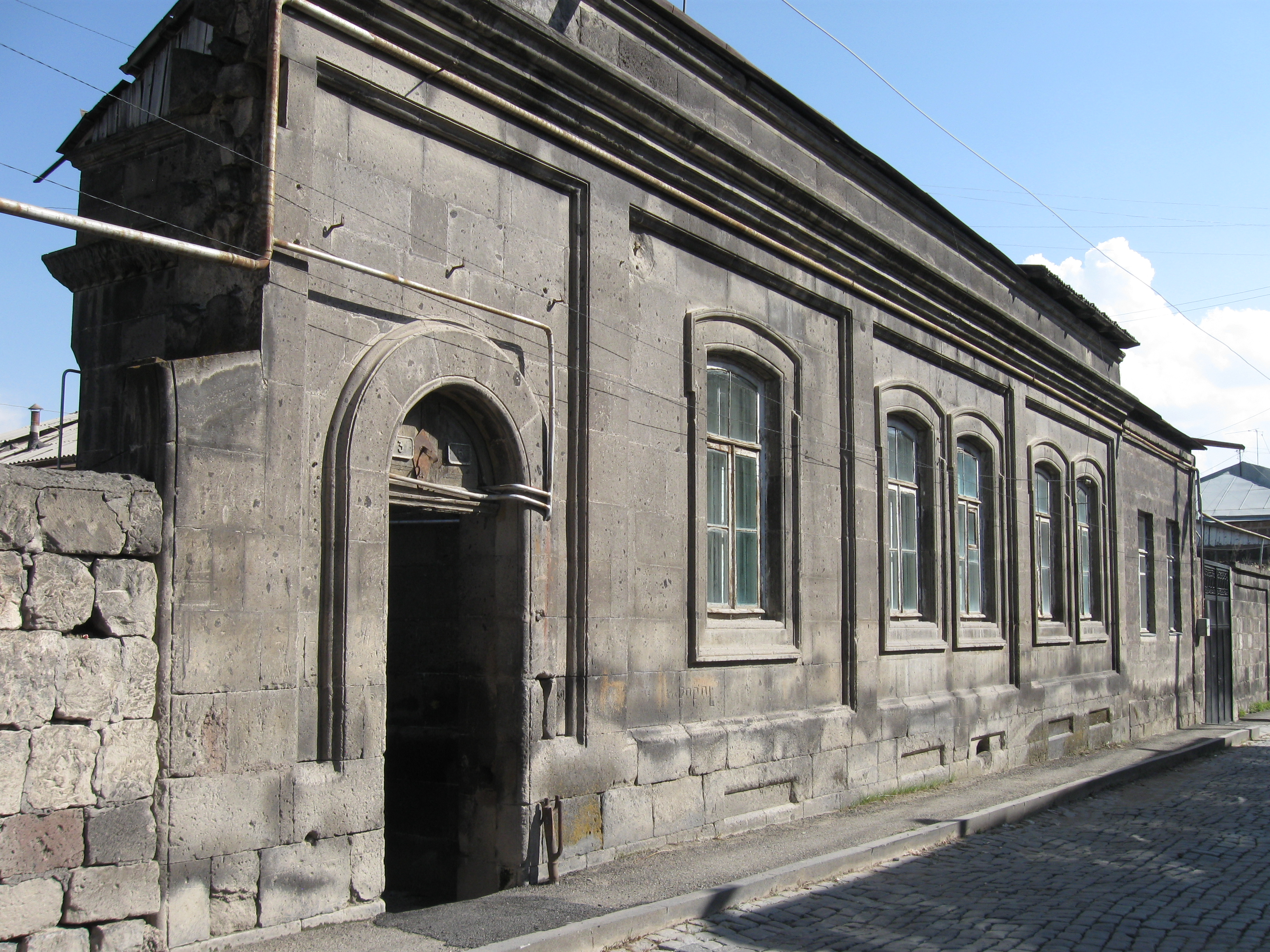